# Цусимское сражение

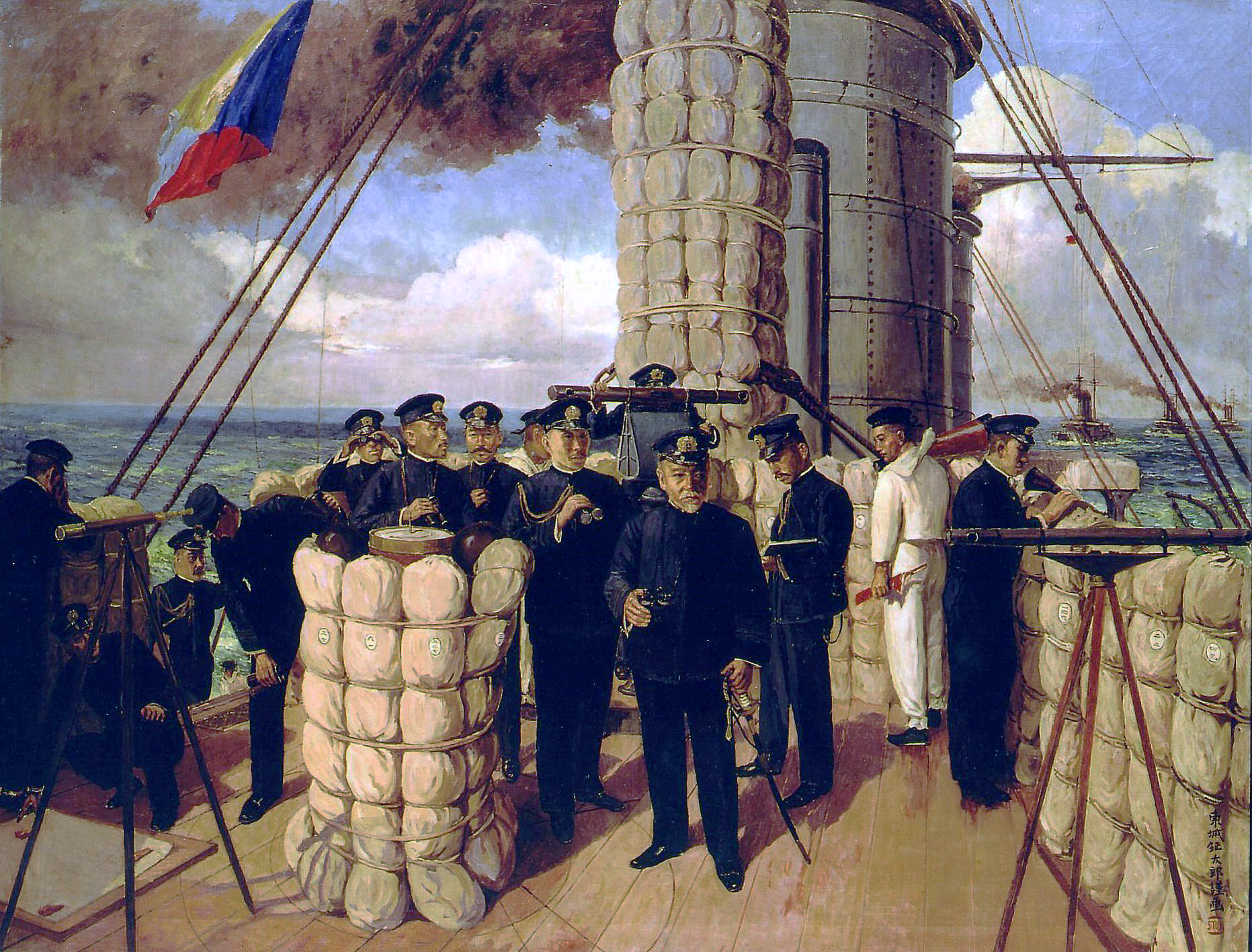
Хэйхатиро Того на мостике флагманского броненосца «Микаса»

Цуси́мское морско́е сраже́ние (яп. 対馬海戦, цусима-кайсэн или, чаще, 日本海海戦, нихонкай-кайсэн — морская битва в Японском море) — морская битва 14 (27) мая — 15 (28) мая 1905 года в районе острова Цусима (Корейский пролив), в которой российская 2-я эскадра флота Тихого океана под командованием вице-адмирала З. П. Рожественского потерпела сокрушительное поражение от Императорского флота Японии под командованием адмирала Хэйхатиро Того. Последнее, решающее морское сражение русско-японской войны 1904—1905 годов, в ходе которого русская эскадра была полностью разгромлена. Большая часть кораблей была потоплена противником или затоплена собственными экипажами, часть капитулировала, некоторые интернировались в нейтральных портах, и лишь четырём удалось дойти до русских портов. 
Цусимское сражение — крупнейшее в эпоху додредноутных броненосных кораблей (классических броненосцев), а также последнее между судами такого типа, — явилось ключевым событием, предопределившим исход русско-японской войны в пользу Японии. События и обстоятельства, связанные с боевым применением в этом сражении кораблей различных классов, послужили последующему качественному развитию военно-морской техники во всех ведущих морских державах.

## Введение

### Военно-политическая обстановка на Дальнем Востоке
Русско-японская война началась 27 января (8 февраля) 1904 с внезапной ночной атаки эсминцев Японского императорского флота на корабли русской Тихоокеанской эскадры Балтийского флота, стоявшие на внешнем рейде Порт-Артура без охранения; торпедами были повреждены 2 новейших русских броненосца и 1 крейсер. Утром подошли главные силы японского флота под командованием адмирала Того Хейхатиро (6 броненосцев, 4 крейсера и 5 броненосных крейсеров). Не достигнув успеха в дневном бою, японская эскадра блокировала Порт-Артур, в целях сохранения своих морских коммуникаций между Японией и Китаем, обеспечивающих боевые действия в Манчжурии. Для достижения этой цели было необходимо нейтрализовать русские военно-морские силы на Дальнем Востоке. По ряду объективных и субъективных причин русское военно-морское командование не проявило должной инициативы, не смогло воспрепятствовать высадке японских войск в Южной Корее, а затем и на Ляодунском полуострове. В итоге русские корабли, объединённые в начале февраля в состав 1-й эскадры Тихоокеанского флота, были заблокированы в Порт-Артуре и в дальнейшем использовались в основном для обороны этой крепости, тесная осада которой началась в августе 1904. В конце июля — начале августа 1904 русская эскадра предприняла попытку прорыва из Порт-Артура во Владивосток, однако была рассеяна японским флотом в ходе боя в Жёлтом море 28 июля (10 августа) 1904 и принуждена к возвращению в осаждённую базу. В итоге большинство русских кораблей 1-й Тихоокеанской эскадры было затоплено ко времени сдачи Порт-Артура японцам 20 декабря 1904 (2 января 1905). Однако понёс потери и японский флот: 2 (15) мая 1904 на минном заграждении подорвались и затонули два японских броненосца «Ясима» и «Хацусэ».
Военные действия в борьбе за господство в Северо-Восточном Китае и Корее и передел сфер влияния на Дальнем Востоке, развязанные Японией, поддерживались Великобританией и США. При этом интересам России содействовали Франция и Германия и активно противодействовали Великобритания и Турция. Франция и Германия, рассматривая Россию в качестве союзника в предстоящей войне, нарушали нейтралитет в её пользу, Англия в отношениях с Россией с XIX века находилась в состоянии «холодной войны», а Турция не пропустила бы через проливы броненосцы Черноморского флота. США нарушали нейтралитет как в пользу России, так и в пользу Японии, когда это соответствовало их коммерческой выгоде. Китай эпохи династии Цин к этому времени был крайне коррумпированной страной, и за известную мзду от местных чиновников можно было получить разрешение на действия, нарушающие нейтралитет страны, что, в свою очередь, приводило к игнорированию нейтралитета Китая как со стороны России, так и со стороны Японии.

### Формирование 2-й Тихоокеанской эскадры
С самого начала войны японский флот перехватил стратегическую инициативу и имел стратегическое превосходство над русской эскадрой. В апреле 1904 г. в Санкт-Петербурге было принято решение направить из Балтийского моря на Дальний Восток 2-ю Тихоокеанскую эскадру для усиления 1-й Тихоокеанской эскадры и завоевания господства на море. Формирование и подготовка эскадры проходили в Кронштадте и Ревеле. В состав эскадры были включены корабли Балтийского флота и достраивающиеся броненосцы, готовность которых могла быть обеспечена к сентябрю 1904 г. Командующим эскадрой был назначен вице-адмирал Зиновий Рожественский, занимавший в это время должность начальника Главного морского штаба. План русского морского командования предусматривал создание на Дальнем Востоке решающего военно-морского превосходства по основным классам кораблей, как следствие — деблокирование Порт-Артура и пресечение японских коммуникаций в Жёлтом море с последующим блокированием с моря японских армий под Порт-Артуром и в Маньчжурии. В дальнейшем предполагалось уничтожить японские войска при посредстве русских сухопутных сил, медленно концентрировавшихся в Маньчжурии из-за невысокой пропускной способности Транссибирской железной дороги. В конце сентября эскадра Зиновия Рожественского перешла в Либаву, а оттуда 2 октября 1904 г. вышла в поход. Однако 20 декабря 1904 г. Порт-Артур был сдан противнику, перед этим уцелевшие корабли 1-й Тихоокеанской эскадры потоплены на внутреннем рейде крепости, и первоначальные планы 2-й Тихоокеанской эскадры потеряли смысл. В сложившейся обстановке военными стратегами Российской Империи было решено прорываться во Владивосток для соединения с кораблями Сибирской флотилии, чтобы создать постоянную угрозу коммуникациям противника. В феврале 1905 г. для усиления 2-й Тихоокеанской эскадры из Либавы вышла 3-я Тихоокеанская эскадра (сформированная из устаревших кораблей) под командованием контр-адмирала Н. И. Небогатова. 22 апреля  1905 г. русские эскадры соединились у побережья Французского Индокитая, и к середине мая под общим командованием Зиновия Рожественского подошли к Корейскому проливу. Главные силы японского флота в составе двух боевых отрядов ожидали русскую эскадру. Основной задачей командования японского флота было уничтожение русской эскадры при попытке её прорыва во Владивосток. Командующий русской эскадрой Зиновий Рожественский, считая основной задачей прорыв во Владивосток (а не уничтожение японских кораблей), принял решение биться в зависимости от действий неприятеля, и тем самым полностью передал тактическую инициативу командованию японского флота.
В ночь на 14 мая 1905 г. русская эскадра вошла в Корейский пролив. Обнаружив русские корабли, японский флот начал развёртывание сил, чтобы не допустить прорыва русской эскадры во Владивосток и уничтожить её в бою.

### Цусимский пролив

Корейский и Цусимский проливы, острова Цусима.

Русская эскадра могла пройти во Владивосток тремя возможными путями — проливами Лаперуза, Сангарским и Цусимским. Цусимский пролив — часть Корейского пролива, к востоку от островов Цусима, которые находятся между японским островом Кюсю и Корейским полуостровом. Главные силы адмирала Того базировались на Мозампо и острове Цусима. Он предполагал, что русская эскадра, вероятнее всего, проследует мимо Цусимы, поэтому развернул к югу от пролива, между островами Гото и Квельпарт, дозорную цепь вспомогательных крейсеров, которые должны были своевременно оповестить его о подходе русской эскадры. Возможность следования русской эскадры через два других пролива не исключалась, в связи с чем туда также были направлены дозорные корабли. Кроме того, 2 апреля на подступах к Владивостоку японцы выставили минное заграждение.
Со своей стороны, вице-адмирал Рожественский видел ближайшей оперативной целью своей эскадры достижение Владивостока посредством прорыва хотя бы части эскадры, вопреки директиве императора Николая II, в которой указывалось, что задача 2-й эскадры «состоит не в том, чтобы с некоторыми судами прорваться во Владивосток, а в том, чтобы завладеть Японским морем». Поэтому он выбрал кратчайший путь, поскольку остальные два пути означали необходимость огибать Японские острова с востока и существенно увеличивали путь, кроме того, грозили препятствиями в навигационном отношении. При этом от ведения разведки Рожественский отказался совершенно, опасаясь обнаружения своей эскадры, равно как и столкновения разведывательных крейсеров с основными силами японского флота.
Владивостокский отряд не мог оказать сколь-нибудь существенную помощь 2-й эскадре: два из трёх его крейсеров находились в ремонте после подрыва на мине и навигационной аварии, подводные лодки, вступившие в строй в апреле 1905 г., годились лишь для обороны порта, а старые миноносцы подходили только для небольших набеговых операций. Тем не менее, в конце апреля русские миноносцы и два крейсера совершили походы к острову Хоккайдо. Японцы, сочтя это отвлекающим манёвром, никак не отреагировали.
Русская и японская эскадры встретились рано утром 14 (27) мая 1905 года в проливе между Кореей и Японией, к востоку от островов Цусима. При этом японский адмирал был заранее осведомлён о составе и местонахождении кораблей противника, а русский адмирал вёл свою эскадру практически вслепую, не имея представления — где, когда и какими силами он будет атакован.

## Силы сторон

### Общая тактическая обстановка перед сражением
Накануне сражения японская эскадра обладала абсолютным тактическим преимуществом, с учётом целого комплекса неблагоприятных факторов, резко снижающих боеспособность русской эскадры, а именно:
- устаревшие корабли в составе русской эскадры имели низкую скорость и по составу вооружения были малоэффективны в эскадренном бою;
- с учётом интенсивного обрастания подводной части корпуса за время похода в южных широтах, износа котлов и механизмов, требующих ремонта, а также перегрузки кораблей, флагман был вынужден снизить эскадренный ход до 9 узлов и таким образом блокировал возможность использования преимущества в скорости новейших броненосцев типа «Бородино»;
- русские броненосцы при последней приёмке топлива были перегружены, при этом главный броневой пояс значительно погрузился в воду, а скорость хода снизилась;
- флагман, полагая, что маневрирование кораблей, растянувшихся в строю кильватерных колонн на несколько миль, при скорости 9 узлов, не имеет смысла, определил генеральный курс норд-ост 23°, не имея при этом предварительно разработанного плана предстоящего сражения;
- артиллерия кораблей русской эскадры обладала сравнительно малой скорострельностью из-за большого времени открывания и закрывания замков орудий и малой скорости подачи боеприпасов, по составу артиллерийского вооружения, скорострельности, дальнобойности, меткости и разрушительной способности фугасных снарядов — значительно уступала артиллерийскому вооружению кораблей японской эскадры;[2]
- углы возвышения орудий на русских кораблях не обеспечивали ведение огня на больших боевых дистанциях.[3]
- русские корабли имели малый запас фугасных снарядов в сравнении с запасом бронебойных;[2]
- русские облегчённые снаряды (образца 1892 г.), обеспечивали достаточную меткость стрельбы только на боевых дистанциях до 20 кабельтовых[2], а на больших дистанциях — теряли пробивную способность и имели большое рассеивание, русские снаряды (по сравнению с японскими) обладали слабым фугасным действием по причине меньшего содержания в них взрывчатого вещества и его низкого качества — по сравнению с японской шимозой (мелинитом), они имели грубые взрыватели и при попадании в воду или небронированный корпус не взрывались;
- уровень боевой подготовки артиллеристов кораблей русской эскадры был сравнительно невысок, поскольку они не провели положенного количества учебных артиллерийских стрельб, не успев отработать организацию централизованного управления артиллерийской стрельбой нескольких броненосцев и эскадры в целом, не имели опыта ведения артиллерийского огня на дистанциях боя свыше 20 кабельтовых — предельных в русских правилах артиллерийской службы, дальномерщики броненосцев не успели полностью освоить новые оптические дальномеры с увеличенной базой, используемые для больших боевых дистанций[3];
- уровень боевой подготовки и главное — боевой опыт артиллеристов кораблей японской эскадры были значительно лучше, чем у русских артиллеристов; японские корабли имели тактико-техническое преимущество: в мощности артиллерийского огня (910 стволов против 228)[уточнить], в скорострельности орудий (360 выстрелов в минуту против 134), в скорости (16÷18 уз против 12÷13) и в бронировании (в среднем 60 % против 40 %).[4][неавторитетный источник]
- японский флагман был заранее информирован о курсе следования, составе и боевом порядке кораблей противника; русский флагман вёл эскадру, не зная, где, когда и какими силами он будет атакован.

### 2-я Тихоокеанская эскадра

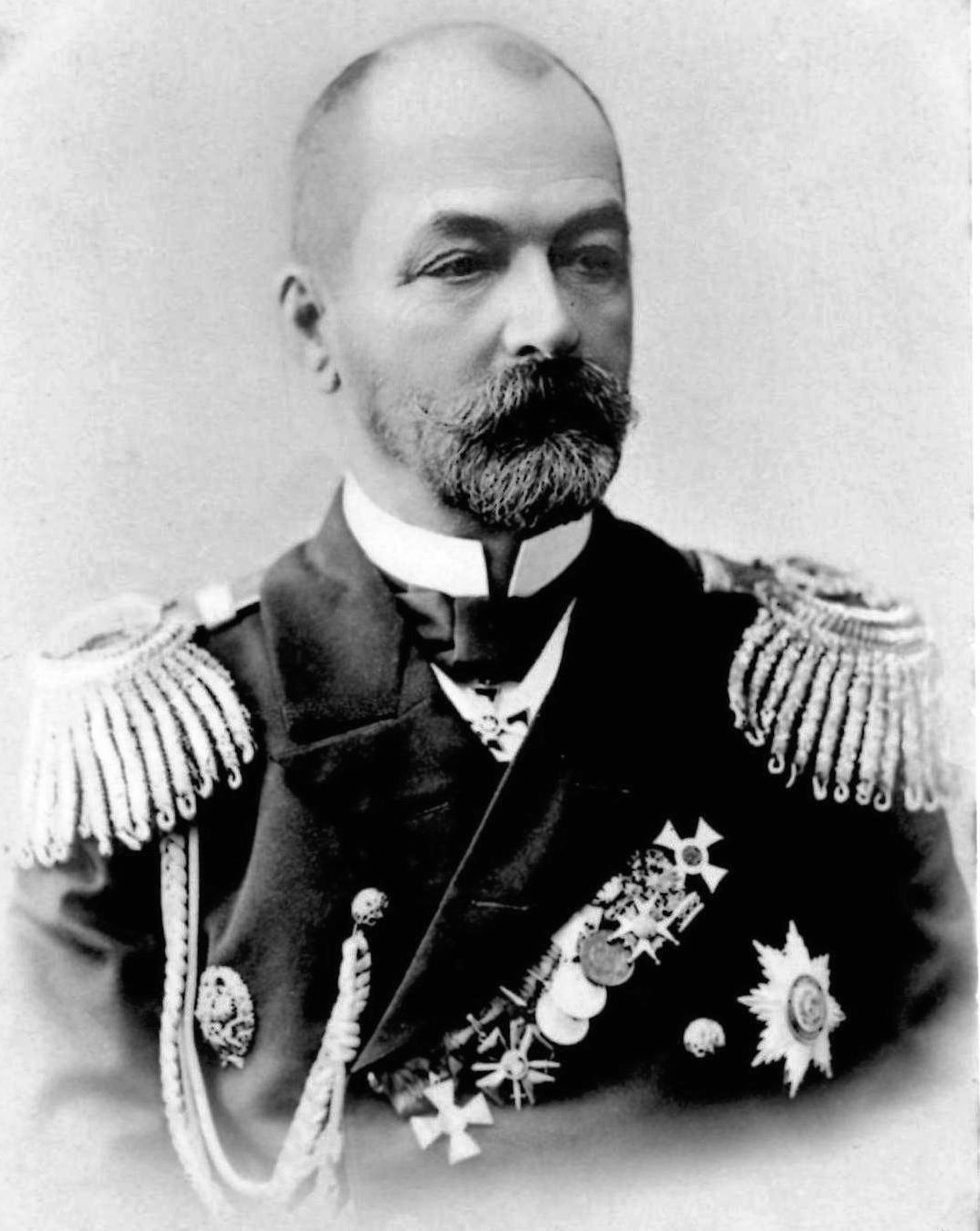
Вице-адмирал З. П. Рожественский

Порядок перечисления кораблей соответствует их месту в строю на момент начала активной фазы боя 14 мая (кроме миноносцев).

#### 1-й броненосный отряд
В 1-й броненосный отряд входили четыре однотипных броненосца:
- эскадренный броненосец «Князь Суворов» (командир — капитан 1-го ранга В. В. Игнациус, погиб) — флаг командующего эскадрой и начальника Главного Морского Штаба генерал-адъютанта, вице-адмирала З. П. Рожественского. Потоплен, весь экипаж погиб, часть штаба эскадры, включая раненого командующего, принял на борт русский миноносец «Буйный» ещё до гибели корабля.
- эскадренный броненосец «Император Александр III» (укомплектован из состава Гвардейского экипажа, капитан 1-го ранга Н. М. Бухвостов, погиб) — потоплен, весь экипаж погиб.
- эскадренный броненосец «Бородино» (капитан 1-го ранга П. И. Серебрянников, погиб) — потоплен, из экипажа спасли 1 матроса.
- эскадренный броненосец «Орёл» (капитан 1-го ранга Н. В. Юнг, умер от ран) — получил тяжёлые повреждения, но не потоплен. Сдался в плен.
- крейсер II ранга (бронепалубный) «Жемчуг» (капитан 2-го ранга П. П. Левицкий) — интернирован в Маниле.

#### 2-й броненосный отряд
- эскадренный броненосец «Ослябя» (капитан 1-го ранга В. И. Бэр 1-й, погиб) — флаг скончавшегося 10 мая младшего флагмана контр-адмирала Д. Г. фон Фелькерзама, потоплен первым. Часть команды (376 человек) приняли на борт русские корабли, но в ходе сражения в дальнейшем 27 из них погибли.
- эскадренный броненосец «Сисой Великий» (капитан 1-го ранга М. В. Озеров, взят в плен после гибели корабля) — затонул следующим утром после полученных повреждений от торпед в ночном бою, оставшиеся в живых члены экипажа попали в плен.
- эскадренный броненосец «Наварин» (капитан 1-го ранга барон Б. А. Фитингоф, погиб), потоплен ночью после получения повреждений от ночных торпедных атак. На следующий день из воды спасены 3 члена экипажа.
- крейсер I ранга (броненосный) «Адмирал Нахимов» (капитан 1-го ранга А. А. Родионов, взят в плен) — получил повреждения от ночных торпедных атак, утром затоплен экипажем при появлении вражеских кораблей. Экипаж попал в плен.
- крейсер II ранга (бронепалубный) «Изумруд» (капитан 2-го ранга барон В. Н. Ферзен) — ушёл от преследования японскими крейсерами, дошёл до своих берегов, но выскочил на камни в заливе Владимира, был взорван командой и затоплен.

#### 3-й броненосный отряд
- эскадренный броненосец «Император Николай I» (капитан 1-го ранга В. В. Смирнов) — флаг младшего флагмана контр-адмирала Н. И. Небогатова, сдался в плен.
- броненосец береговой обороны «Адмирал Сенявин» (капитан 1-го ранга С. И. Григорьев) — сдался в плен.
- броненосец береговой обороны «Адмирал Ушаков» (капитан 1-го ранга В. Н. Миклуха[5], погиб) — затоплен экипажем после получения повреждений в бою с двумя японскими броненосными крейсерами (на следующий день после основного сражения). Погиб последним из броненосцев русской эскадры. Оставшиеся в живых члены экипажа попали в плен. Все они, без исключения, после возвращения из плена были награждены орденами и медалями.
- броненосец береговой обороны «Генерал-адмирал Апраксин» (капитан 1-го ранга Н. Г. Лишин) — сдался в плен.

#### Крейсерский отряд
- крейсер I ранга (бронепалубный) «Олег» (капитан 1-го ранга Л. Ф. Добротворский) — флаг младшего флагмана контр-адмирала О. А. Энквиста, интернирован в Маниле.
- крейсер I ранга (бронепалубный) «Аврора» (капитан 1-го ранга Е. Р. Егорьев, погиб) — интернирован в Маниле.
- крейсер I ранга (броненосный, устаревший) «Дмитрий Донской» (капитан 1-го ранга И. Н. Лебедев, умер от ран) — затоплен экипажем после полученных повреждений в героическом бою против 6 японских крейсеров и 4 миноносцев, не спустив флага. Погиб последним из кораблей I ранга. Оставшиеся в живых члены команды высадились на остров Дажелет. В дальнейшем попали в плен.
- крейсер I ранга (броненосный, устаревший) «Владимир Мономах» (капитан 1-го ранга В. А. Попов) — торпедирован ночью, а на следующее утро затоплен экипажем. Оставшиеся в живых моряки попали в плен.

#### Отряд разведки
- крейсер I ранга (бронепалубный) «Светлана», брейд-вымпел капитана 1-го ранга С. П. Шеина (начальник[прим. 3] отряда и командир корабля, погиб) — затоплен экипажем 15 мая. Повреждения нанесены огнём 2 японских крейсеров, расстрелявших русский крейсер в упор, так как «Светлана» израсходовала весь боекомплект ранее. Оставшиеся в живых члены экипажа попали в плен.
- крейсер II ранга (безбронный) «Алмаз» (флигель-адъютант, капитан 2-го ранга И. И. Чагин) — дошёл до Владивостока.
- вспомогательный крейсер (безбронный) «Урал» (капитан 2-го ранга М. К. Истомин, спасен командой буксирного парохода Свирь) — оставлен экипажем после незначительных повреждений, потоплен.

#### 1-й отряд миноносцев
- миноносец «Бедовый», брейд-вымпел капитана 2-го ранга Н. В. Баранова (начальник отряда и командир корабля) — сдался в плен.
- миноносец «Быстрый» (лейтенант О. О. Рихтер) — выбросился на корейский берег и был подорван экипажем.
- миноносец «Буйный» (капитан 2-го ранга Н. Н. Коломейцев) — затоплен экипажем.
- миноносец «Бравый» (лейтенант П. П. Дурново) — дошёл до Владивостока.

#### 2-й отряд миноносцев
- миноносец «Блестящий», брейд-вымпел капитана 2-го ранга А. С. Шамова (начальник отряда и командир корабля, погиб) — затоплен командой.
- миноносец «Громкий» (капитан 2-го ранга Г. Ф. Керн, погиб) — затоплен экипажем.
- миноносец «Грозный» (капитан 2-го ранга К. К. Андржиевский) — дошёл до Владивостока.
- миноносец «Безупречный» (капитан 2-го ранга И. А. Матусевич, погиб) — потоплен со всей командой.
- миноносец «Бодрый» (капитан 2-го ранга П. В. Иванов) — интернирован в Шанхае.

#### Суда, состоящие при эскадре
- транспорт (мастерская и снабжения) «Анадырь» (капитан 2-го ранга В. Ф. Пономарёв) — ушёл на Мадагаскар, а затем на Балтику.
- транспорт (угольный, вооружения и снабжения) «Иртыш» (капитан 2-го ранга К. Л. Ергомышев) — затонул от повреждений.
- транспорт (мастерская) «Камчатка» (капитан 2-го ранга А. И. Степанов 2-й, погиб) — потоплен.
- пароход Русского Восточно-Азиатского пароходства (угольный транспорт) «Корея» (капитан 1-го разряда Баканов) — интернирован в Шанхае.
- буксирный пароход Северного пароходного общества «Русь» (вольнонаёмная гражданская команда, капитан 1-го разряда В. В. Перниц) — протаранен во время боя транспортом «Анадырь», затонул.
- буксирный пароход Добровольного флота «Свирь» (прапорщик по морской части Г. А. Розенфельд) — интернирован в Шанхае.
- госпитальное судно Российского общества Красного Креста «Орёл» (капитан 2-го ранга Я. К. Лахматов) — захвачено вспомогательным крейсером «Манжу-Мару» как военный приз, поскольку на борту судна находились задержанные члены команды английского парохода «Ольдгамия».
- военно-госпитальное судно «Кострома» (полковник КФШ Н. В. Смельский) — захвачено вспомогательным крейсером «Садо-Мару», через полмесяца отпущено в соответствии с правилами Красного Креста.

### Японский соединённый флот
Порядок перечисления кораблей соответствует месту в строю на время начала активной фазы боя 14 мая.

#### 1-я эскадра
1-й боевой отряд
- эскадренный броненосец 1 класса[прим. 5] «Микаса» (капитан 1-го ранга[прим. 6] Х. Идзити), флаг адмирала Х. Того — 30-40 попаданий, 18 убитых, 105 раненых
- эскадренный броненосец 1 класса «Сикисима» (капитан 1-го ранга Тэрагаки) — 11 попаданий, 13 убитых, 24 раненых
- эскадренный броненосец 1 класса «Фудзи» (капитан 1-го ранга Мацумото) — 12 попаданий, 8 убитых, 22 раненых
- эскадренный броненосец 1 класса «Асахи» (капитан 1-го ранга Номото) — 10 попаданий, 8 убитых, 23 раненых
- крейсер 1 класса (броненосный) «Касуга» (капитан 1-го ранга Като) — 3 попадания, 7 убитых, 20 раненых
- крейсер 1 класса (броненосный) «Ниссин» (капитан 1-го ранга Такэноти), флаг контр-адмирала С. Мису — 8-16 попаданий, 6 убитых, 90 раненых
- авизо (минный крейсер, безбронный) «Тацута» (капитан 2-го ранга Ямагата)

3-й боевой отряд
- крейсер 2 класса (бронепалубный) «Кассаги» (капитан 1-го ранга Ямая), флаг вице-адмирала С. Дева — 1 убитый, 9 раненых, вышел из строя
- крейсер 2 класса (бронепалубный) «Читосэ» (капитан 1-го ранга Такаги) — 2 убитых, 4 раненых
- крейсер 3 класса (бронепалубный) «Отова» (капитан 1-го ранга Арима) — 6 убитых, 19 раненых
- крейсер 3 класса (бронепалубный) «Ниитака» (капитан 1-го ранга Сёодзи) — 1 убитый, 3 раненых

1-й отряд эсминцев
- «Харусаме» (старший лейтенант Сёоно), брейд-вымпел капитана 1-го ранга Х. Фудзимото
- «Фубуки» (старший лейтенант Хигасисима) — 1 раненый
- «Ариаке» (капитан-лейтенант Куцуми)
- «Араре» (старший лейтенант Ватанабэ) — 1 раненый
- «Акацуки II» (бывший русский «Решительный») (старший лейтенант Харада)

2-й отряд эсминцев
- «Оборо» (старший лейтенант Фудзивара), брейд-вымпел капитана 1-го ранга Д. Ядзима — 1 убитый, 6 раненых
- «Инадзума» (капитан-лейтенант Сума)
- «Икадзути» (капитан-лейтенант Сайто) — 1 убитый, 12 раненых
- «Акебоно» (старший лейтенант Яманоти) — 4 раненых

3-й отряд эсминцев
- «Синономе» (капитан-лейтенант Ёсида), брейд-вымпел капитана 2-го ранга Ёсидзима
- «Усугумо» (капитан-лейтенант Масуда) — 1 раненый
- «Касуми» (капитан-лейтенант Сираиси)
- «Сазанами» (капитан-лейтенант Айба) — 1 раненый

14-й отряд миноносцев
Миноносцы 1 класса
- «Чидори» (капитан 2-го ранга Сэки, брейд-вымпел)
- «Хаябуса» (старший лейтенант Эбихара)
- «Манадзуру» (старший лейтенант Тамаока)
- «Касасаги» (старший лейтенант Миямото)

#### 2-я эскадра
2-й боевой отряд
- крейсер 1 класса (броненосный) «Идзумо» (капитан 1-го ранга Идзити), флаг вице-адмирала Х. Камимуры — 5-9 попаданий, 3 убитых, 29 раненых
- крейсер 1 класса (броненосный) «Адзума» (капитан 1-го ранга Мураками) — до 18 попаданий, 11 убитых, 29 раненых
- крейсер 1 класса (броненосный) «Токива» (капитан 1-го ранга Ёсимацу) — 7-8 попаданий, 1 убитый, 14 раненых
- крейсер 1 класса (броненосный) «Якумо» (капитан 1-го ранга Мацумото) — ок. 7 попаданий, 3 убитых, 9 раненых
- крейсер 1 класса (броненосный) «Асама» (капитан 1-го ранга Ясиро) — 12-14 попаданий, 3 убитых, 12 раненых, временно выходил из строя
- крейсер 1 класса (броненосный) «Ивате» (капитан 1-го ранга Кавасима), флаг контр-адмирала Х. Симамуры — 17 попаданий
- авизо (минный крейсер, безбронный) «Тихая» (капитан 2-го ранга Эгути) — 4 раненых, вышел из строя

4-й боевой отряд
- крейсер 2 класса (бронепалубный) «Нанива» (капитан 1-го ранга Вада), флаг контр-адмирала С. Уриу — 1 убитый, 15 раненых, временно выходил из строя
- крейсер 2 класса (бронепалубный) «Такачихо» (капитан 1-го ранга Мори) — 4 раненых, временно выходил из строя
- крейсер 3 класса (бронепалубный) «Акаси» (капитан 1-го ранга Усики) — 3 убитых, 7 раненых
- крейсер 3 класса (бронепалубный) «Цусима» (капитан 1-го ранга Сэнтоо) — 4 убитых, 17 раненых

4-й отряд эсминцев
- «Асагири» (старший лейтенант Иида), брейд-вымпел капитана 2-го ранга Судзуки
- «Мурасаме» (капитан-лейтенант Кобояси) — временно выходил из строя
- «Асасиво» (капитан-лейтенант Наири) — 1 раненый
- «Сиракумо» (капитан-лейтенант Камада)

5-й отряд эсминцев
- «Сирануи» (капитан-лейтенант Кувасима), брейд-вымпел капитана 2-го ранга К. Хиросэ — 4 убитых, 11 раненых
- «Муракумо» (капитан-лейтенант Симаноти)
- «Югуре» (капитан-лейтенант Тасиро)
- «Кагеро» (старший лейтенант Ёсикава)

9-й отряд миноносцев
Миноносцы 1 класса
- «Аотака» (капитан 2-го ранга Кавасе, брейд-вымпел)
- «Кари» (старший лейтенант Кавая)
- «Цубаме» (старший лейтенант Тадзири) — 1 раненый
- «Хато» (старший лейтенант Игути)

19-й отряд миноносцев
Миноносцы 1 класса
- «Одори» (старший лейтенант Оотани), брейд-вымпел капитана 2-го ранга С. Мацуока
- «Камоне» (старший лейтенант Секи)

#### 3-я эскадра
5-й боевой отряд
- крейсер 2 класса (бронепалубный) «Ицукусима» (капитан 1-го ранга Цутия), флаг вице-адмирала С. Катаока
- линейный корабль 2 класса (устаревший) «Чин-Иен» (капитан 1-го ранга Имаи)
- крейсер 2 класса (бронепалубный) «Мацусима» (капитан 1-го ранга Окунамия) — 1 раненый
- крейсер 2 класса (бронепалубный) «Хасидатэ» (капитан 1-го ранга Фукуи), флаг контр-адмирала Токэтома — 7 раненых
- авизо (минный крейсер, безбронный) «Яэяма» (капитан 2-го ранга Нисияма)

6-й боевой отряд
- крейсер 3 класса (бронепалубный) «Сума» (капитан 1-го ранга Тотинай), флаг контр-адмирала М. Того — 3 раненых
- крейсер 3 класса (броненосный, устаревший) «Чиода» (капитан 1-го ранга принц Хигаси) — 2 раненых
- крейсер 3 класса (бронепалубный) «Акицусима» (капитан 1-го ранга Хиросэ) — 2 раненых
- крейсер 3 класса (бронепалубный) «Идзуми» (капитан 2-го ранга Исида) — 3 убитых, 7 раненых

7-й боевой отряд
- линейный корабль 2 класса (устаревший) «Фусо» (капитан 1-го ранга Нагаи), флаг контр-адмирала Х. Ямада
- крейсер 3 класса (безбронный) «Такао» (капитан 2-го ранга Ясиро)
- канонерская лодка «Цукуба» (капитан 2-го ранга Цутияма)
- канонерская лодка «Чокай» (капитан 2-го ранга Усида)
- канонерская лодка «Мая» (капитан 2-го ранга Фудзита)
- канонерская лодка «Удзи» (капитан-лейтенант Канэко)

1-й отряд миноносцев
Миноносцы 2 класса
- № 69 (капитан-лейтенант Фукуда, брейд-вымпел) — 2 погибших, 6 раненых, затонул после столкновения с «Акацуки»
- № 70 (старший лейтенант Нангоо)
- № 68 (старший лейтенант Тэраока) — 4 убитых, 6 раненых
- № 67 (старший лейтенант Накамудо)

5-й отряд миноносцев
- миноносец 1 класса «Фукуриу» (капитан-лейтенант Огава, брейд-вымпел)
- миноносец 2 класса № 25 (старший лейтенант Камио)
- миноносец 3 класса № 26 (старший лейтенант Танака)
- миноносец 3 класса № 27 (старший лейтенант Накаяма)

10-й отряд миноносцев
Миноносцы 2 класса
- № 43 (капитан-лейтенант Оотаки, брейд-вымпел) — 1 раненый
- № 40 (старший лейтенант Накахара)
- № 41 (старший лейтенант Мидононо)
- № 39

11-й отряд миноносцев
Миноносцы 2 класса
- № 73 (капитан-лейтенант Х. Фудзимото, брейд-вымпел)
- № 72 (старший лейтенант Сасао) — 1 раненый
- № 74 (старший лейтенант Оота) — 1 раненый
- № 75 (старший лейтенант Каваи)

15-й отряд миноносцев
Миноносцы 1 класса
- «Хибари» (капитан 2-го ранга Ц. Кондо, брейд-вымпел)
- «Удзура» (старший лейтенант Ёкоо)
- «Хаситака» (старший лейтенант Мори)
- «Саги» (старший лейтенант Судзуки)

16-й отряд миноносцев
- миноносец 1 класса «Сиратака» (капитан-лейтенант К. Вакабаяси, брейд-вымпел)
- миноносец 2 класса № 66 (старший лейтенант Цунода)

17-й отряд миноносцев
Миноносцы 2 класса
- № 34 (капитан-лейтенант Аояма, брейд-вымпел) — 7 убитых, 12 раненых, потоплен арт. огнём
- № 31 (старший лейтенант Ямагути)
- № 32 (старший лейтенант Хитоми) — 1 убитый, 7 раненых
- № 33 (старший лейтенант Кавакита)

18-й отряд миноносцев
Миноносцы 2 класса
- № 36 (капитан-лейтенант Кавада, брейд-вымпел) — 4 раненых
- № 35 (старший лейтенант Кисика) — 2 убитых, 9 раненых, потоплен арт. огнём
- № 60 (старший лейтенант Миямура)
- № 61 (старший лейтенант Соэдзима)

20-й отряд миноносцев
Миноносцы 2 класса
- № 65 (капитан-лейтенант Кубо, брейд-вымпел)
- № 62 (старший лейтенант Тона)
- № 63 (старший лейтенант Томинага)
- № 64 (старший лейтенант Эгути)

Отряд судов особого назначения
- вспомогательный крейсер «Америка-Мару» (капитан 1-го ранга Исибаси)
- вспомогательный крейсер «Садо-Мару» (капитан 1-го ранга Камая)
- вспомогательный крейсер «Синано-Мару» (капитан 1-го ранга Нарикава)
- вспомогательный крейсер «Манжу-Мару» (бывший русский пароход Общества КВЖД «Маньчжурия») (капитан 2-го ранга Насияма)
- вспомогательный крейсер «Явата-Мару» (капитан 2-го ранга Каваи)
- вспомогательный крейсер «Тайнань-Мару» (капитан 2-го ранга Такахаси)
- вспомогательный крейсер «Кумано-Мару» (капитан 1-го ранга Асаи)
- вспомогательный крейсер «Никко-Мару» (капитан 1-го ранга Кимура)
- вспомогательный крейсер «Тайчу-Мару» (капитан 1-го ранга Мацумура), флаг контр-адмирала Огура
- вспомогательный крейсер «Касуга-Мару» (капитан 1-го ранга Обана)
- вспомогательный крейсер «Дайнин-Мару» (капитан 2-го ранга Аракава)
- вспомогательный крейсер «Хейчжо-Мару» (капитан 2-го ранга Тяяма)
- вспомогательный крейсер «Кейджо-Мару» (капитан 2-го ранга Ханабуса)
- вспомогательный крейсер «Ехиме-Мару» (лейтенант Ёнэмура)
- вспомогательный крейсер «Корю-Мару» (лейтенант Карасима)
- вспомогательный крейсер «Такасака-Мару» (лейтенант Кавамура)
- вспомогательный крейсер «Мукогава-Мару» (лейтенант Тотикава)
- вспомогательный крейсер «№ 5 Увадзима-Мару» (лейтенант Ёнэхара)
- вспомогательный крейсер «Кайджо-Мару» (лейтенант Исимару)
- вспомогательный крейсер «Фусоо-Мару» (лейтенант Накамура)
- вспомогательный крейсер «Каанто-Мару» (капитан-лейтенант Сата)
- вспомогательный крейсер «Мийке-Мару» (капитан-лейтенант Куний)
- госпитальное судно «Кобе-Мару» (медицинский инспектор Исикава)
- госпитальное судно «Сайкё-Мару» (медицинский инспектор Оота)

## Сражение

### Планы и тактика сторон
Цель адмирала Хейхатиро Того состояла в уничтожении русской эскадры. Его тактика основывалась на анализе действий русских кораблей в предыдущих сражениях, в особенности бою в Жёлтом море. Как показала практика, русские предпочитают оборонительную тактику, двигаясь в кильватерных колоннах, в которые ставят разнотипные, в том числе и медленные корабли, что приводит к снижению эскадренной скорости. Этому была противопоставлена наступательная тактика небольших манёвренных соединений, которые, пользуясь превосходством в скорости, могли бы атаковать такую колонну с выгодных курсовых углов (то есть с головы или хвоста) и выводить из строя головные или концевые корабли противника с больших огневых дистанций. Последнее реализовывалось посредством хорошо отработанного приёма групповой стрельбы: головной корабль делал пристрелочный выстрел (как правило, с очень большой дистанции и с заведомым недолётом), после чего весь отряд начинал стрелять по обозначенному взрывом месту. Тем самым создавалось своеобразное «поле смерти» — небольшое пятно на воде, куда падали снаряды всего отряда, а далее отряд маневрировал таким образом, чтобы накрыть этим «полем» обречённый корабль противника — чаще всего, головной русский броненосец — и держал его в этом «поле» до вывода из строя. Небольшое количество кораблей в отряде — от 4 до 6 — позволяло корректировщикам огня отличать свои разрывы от чужих. Для реализации этой тактики весь флот был разделён на 7 боевых отрядов, командирам которых предоставлялась значительная свобода действий. Прекрасно налаженная разведка позволила Х. Того иметь точное представление о корабельном составе русской эскадры, о её местонахождении, построении и манёврах. План японского адмирала состоял в том, что 1-й и 2-й боевые отряды, состоящие из линейных бронированных кораблей, атакуют флагманский корабль левой, слабейшей, колонны русской эскадры, держась на параллельном или слегка сходящемся курсе слева спереди от неё, с таким расчётом, чтобы головной русский броненосец находился на траверзе середины японской колонны. При этом он, конечно, подставлял свои концевые корабли под обстрел. Остальным боевым отрядам предписывалось примерно таким же образом расправиться с крейсерами и транспортами. Миноносцы находились в резерве и предназначались для ночных атак, а также для добивания сильно повреждённых кораблей противника. Вспомогательные же крейсера (вооружённые пароходы) использовались, в основном, для разведывательных целей, а на второй день боя — также для подъёма людей из воды и снятия с тонущих русских кораблей их экипажей. В целом, этот план был осуществлён броненосными кораблями отлично, если не считать первоначального промаха с выходом на позицию, лёгкие же крейсерские силы реализовать эту тактику не смогли.
Вице-адмирал Зиновий Рожественский поставил эскадре задачу прорваться на север, отбиваясь от неприятеля, а не атаковать противника с целью прорыва. Таким образом, тактика в очередной раз была избрана пассивная. Тактическая разведка в русской эскадре перед боем, в ходе и после боя отсутствовала. Считая, что инициатива в этом бою будет принадлежать японскому флоту, командующий не детализировал плана боя и ограничился лишь общей задачей прорыва, дав несколько частных указаний о месте и действиях крейсеров, миноносцев, транспортов и о передаче командования в бою. Эти указания для всех судов вообще состояли в том, чтобы «держаться сообща», для броненосных отрядов — действовать соединённо против броненосцев противника, маневрируя так, чтобы по мере возможности продвигаться на север. В этом смысле разделение броненосных кораблей на 3 отряда было чисто номинальным, самостоятельно они не действовали. Передача командования в бою должна была производиться так, что в командование эскадрой должны были вступать командиры новых броненосцев, шедших в голове колонны. Два крейсера II ранга и четыре миноносца 1-го отряда должны были находиться при броненосцах, защищая их от атак японских миноносцев, а в случае выхода из строя флагманских кораблей перевозить флагманов на исправные корабли. Тем самым, фактически 1-й миноносный отряд расформировывался. В отношении прочих крейсеров поступали следующие указания: после обнаружения русской эскадры японскими кораблями разведочный отряд крейсеров переводился в хвост колонны для защиты транспортов, затем для той же цели из состава крейсерского отряда были выделены оба броненосных крейсера, но капитану 1 ранга Шеину их не подчинили. Миноносцы 2-го отряда также были направлены на охрану транспортов. Наконец, с началом дневного боя 14 мая, и двум оставшимся кораблям крейсерского отряда было приказано охранять транспорты, а также оказывать помощь пострадавшим и вышедшим из строя броненосцам. В результате и без того малые крейсерские силы были разделены на четыре самостоятельных группы, чем была значительно облегчена задача их уничтожения, если бы японцы воспользовались этой ситуацией. Сохранение в составе эскадры транспортного отряда большинство аналитиков считает очень серьёзной ошибкой Рожественского, тем более что в составе этого отряда находился транспорт «Корея», чья 9-узловая скорость и стала скоростью всей эскадры в начале боя.
Вероятно, Рожественский представлял себе свою эскадру в виде своеобразной «плавучей крепости», ощетинившейся во все стороны стволами тяжёлых орудий (которые, как мы помним, больше чем в 2 раза превосходили количество японских). Скорость движения принципиального значения не имела, чем и объясняется оставление в эскадре тихоходных транспортов. Возможно, предполагалось, что противник или вообще не осмелится атаковать её, а если атакует, то попадёт под расстрел. Тем не менее, эскадра — не «крепость», а кильватерная колонна кораблей, отнюдь не способная использовать всю свою огневую мощь одновременно и эффективно. Получилось, что преимущество тактической скорости колонны противника в 7 узлов не было предопределено элементами японских и русских кораблей, но явилось следствием организации русской эскадры. В числе прочих опасностей, ожидавших эскадру, в приказе командующего от 26 апреля были указаны «японские миноносцы, подводные лодки и запас плавучих мин, которые они привыкли подбрасывать». Стремление пройти наиболее опасную точку маршрута — Цусимский пролив — днём объяснялось опасением ночных атак японских миноносцев, из чего можно сделать вывод, что они рассматривались как более страшный противник, чем основные силы японского флота. В любом случае, избранная тактика — маневрирование на малой скорости — категорически противоречила поставленной цели — прорыву.

### Первый контакт
В ночь на 14 (27) мая 1905 г. русская эскадра подходила к Цусимскому проливу. Она двигалась 5-узловой скоростью тремя колоннами, соблюдая светомаскировку. Впереди в строю клина шёл разведочный отряд. Главные силы следовали в двух кильватерных колоннах: слева 3-й броненосный отряд и в кильватер ему отряд крейсеров, справа — 1-й и 2-й броненосные отряды. «Изумруд» и «Жемчуг» шли, соответственно, на левом и правом траверзах головных кораблей колонн с внешней стороны. Их сопровождали по два миноносца 1-го отряда. Колонна транспортов — «Анадырь», «Иртыш», «Камчатка», «Корея», «Русь» и «Свирь», а также пять миноносцев шли между двумя главными колоннами («Анадырь» — на траверзе «Осляби» и «Олега»). Далеко сзади находились госпитальные суда, справа — «Орёл», слева — «Кострома» со специальными красно-белыми огнями на мачтах. Таким порядком около 22:00 она прошла остров Квельпарт и к полуночи приблизилась к внешней дозорной цепи японских разведчиков. Благодаря тёмному времени суток и дымке она почти проскочила мимо дозорных, но в 02:28 на вспомогательном крейсере «Синано-Мару» заметили огни «Орла». В 04:02 «Синано-Мару» приблизился к «Орлу», чтобы произвести досмотр, так как японцы приняли его за другое судно, и в этот момент на расстоянии 8 кабельтовых в дымке увидели 10 других кораблей эскадры. Русская эскадра была обнаружена. В 04:28 капитан 1 ранга Нарукава передал по радио донесение: «Враг в квадрате 203». Адмирал Того, находившийся с 1-м, 2-м и 4-м боевыми отрядами в Масане, получил это сообщение через 10 минут и начал готовиться к выходу в море, а 3-му боевому отряду и бронепалубному крейсеру «Идзуми», находившимся в тот момент в море севернее островов Гото, было приказано направиться на перехват. По усиленным радиопереговорам русских японцы решили, что те уже знают об обнаружении, однако на самом деле вывод об осведомлённости японцев о местонахождении русской эскадры был сделан на «Князе Суворове» как раз из-за усиленных японских радиопереговоров, «Синано-Мару» видели, но приняли за коммерческий пароход. В 6:04, перед выходом из Мозампо, адмирал Того телеграфировал в Токио: «Я получил известие, что вражеский флот был замечен. Наш флот немедленно выходит в море, чтобы атаковать врага и уничтожить его».
Тем временем 3-й японский боевой отряд вице-адмирала С. Дева проскочил несколько южнее русской эскадры, разминувшись с ней. Возможно, это произошло из-за того, что эскадра увеличила ход до 9 узлов. Трём крейсерам разведочного отряда было приказано перейти в тыл эскадры и вступить в кильватер транспортов для их охраны, туда же переместились миноносцы «Бодрый», «Грозный», «Громкий». Остальные 2 миноносца 2-го отряда остались при «Олеге», справа. В 06:18 крейсер «Идзуми» обнаружил русскую эскадру и лёг на параллельный курс справа от неё в 55-60 каб. (русские обнаружили его в 06:45), сообщив о местоположении эскадры вице-адмиралу С. Дева, который лёг на обратный курс. Не очень понятно, почему адмирал Рожественский не приказал атаковать старый и тихоходный японский крейсер, который каждые несколько минут сообщал по радио данные о курсе, скорости и строе русской эскадры. Ещё менее понятно, почему на предложение глушить радиопереговоры японцев, русский адмирал ответил отказом.
Утром 14 мая погода была мглистая, видимость 5—7 миль (7—10 км), ветер 3—4 балла, зыбь с севера. Когда слева от эскадры около 08:00 показались восемь кораблей 5-го, а затем и 6-го японских отрядов (они базировались на залив Озаки на острове Цусима), Рожественский только перестроил колонну броненосцев в боевой порядок, дав приказание 1-му и 2-му броненосному отрядам выйти в голову 3-му отряду. Перестроение закончилось к 9:00. Теперь все 12 броненосных кораблей шли одной колонной. Оба японских крейсерских отряда держались слева от неё на параллельном курсе в 60 кабельтовых, 5-й отряд впереди. В 10:35 сигналом с флагмана крейсерам «Дмитрий Донской» и «Владимир Мономах» было приказано усилить охрану транспортов, шедших сзади справа. По этому сигналу «Мономах» занял место правее колонны транспортов, а «Донской» остался на левой раковине «Авроры». Примерно в это же время впереди показался 4-й японский отряд истребителей. Только в это время на флагмане был поднят сигнал «Тревога», а крейсер «Изумруд» с миноносцами «Буйный» и «Бравый» в кильватере перешёл с левого траверза колонны броненосцев на правую её сторону, на траверз «Осляби». «Буйному» было приказано «состоять» при «Ослябе» на случай необходимости снятия штаба отряда с повреждённого корабля; «Бравому» с той же целью — при «Императоре Николае I». Впереди этой тройки также в кильватерном строю шли «Жемчуг» (на траверзе «Князя Суворова»), «Бедовый» и «Быстрый». Оба эти миноносца получили приказ состоять при флагмане эскадры, опять же на случай эвакуации штаба. К 11:10 сзади слева обнаружились силуэты крейсеров 3-го отряда, который нагонял русскую эскадру.
До этого времени русские почти не реагировали на сопровождающие их японские крейсера, только наводили на них носовые башни броненосцев. Но когда дистанция уменьшилась до 39 каб., из 152-мм орудия левой средней башни «Орла» (командир башни артиллерийский кондуктор Владимир Панцырев) был произведён случайный выстрел по японскому крейсеру «Касаги», остальные русские броненосцы тоже начали стрелять. Японцы ответили, но отошли на дистанцию 80 каб. Русские крейсера одновременно стреляли по «Идзуми». Рожественский просигналил «Не бросать зря снарядов» и стрельба прекратилась. Попаданий за эту 10-минутную перестрелку ни одна из сторон не добилась, хотя на русской эскадре считали, что попадания были, и у многих появилась надежда, что примерно так и будет продолжаться до Владивостока.
В 12:05 русская эскадра повернула на роковой курс норд-ост 23°, а в 12:20, когда нашла полоса густого тумана, начала очередное перестроение. Причина его осталась неясной: то ли Рожественский решил скрытно перестроить броненосцы во фронт, встретив таким образом ожидающиеся с севера главные силы Того, то ли уклонялся от поставленных по курсу эскадры мин. (В это время курс эскадры пересекла японская джонка, и её заподозрили именно в этом намерении.) Так или иначе, но едва русская эскадра начала перестраиваться, туман рассеялся, и Рожественский отменил перестроение для 2-го и 3-го броненосных отрядов. 1-й отряд к этому времени уже успел перестроиться вправо, и строй русских броненосцев стал похож на букву «Г». Затем последовал новый приказ, и к 12:30 1-й отряд снова образовал кильватерную колонну, находящуюся справа от основной, в которой шли 2-й, 3-й и разведочный отряды. Ещё правее 1-го броненосного отряда следовал «Жемчуг», а правее 2-го — «Изумруд»; у каждого в кильватере — по два миноносца. Транспорты по-прежнему шли сзади справа, «Анадырь» на траверзе «Олега», за транспортами — разведочный отряд. Между транспортами и крейсерами Энквиста — «Блестящий» и «Безупречный», справа от транспортов — «Вл. Мономах», за ним ещё три миноносца. Госпитальные суда шли так же, как и всю прошлую ночь.
В 13:20 справа по курсу в 7 милях показались главные силы Объединённого флота. Русская эскадра в это время как раз проходила Цусимский пролив и находилась между островами Цусима и Окиносима. Японские крейсера стали отставать, обходя эскадру с запада на юг, чтобы атаковать крейсера и транспорты. Ловушка захлопнулась.
В 13:25 по приказу Рожественского 1-й броненосный отряд увеличил ход до 11 узлов, стремясь выйти в голову колонны. Затем последовали указания: «Миноносцам „Блестящий“ и „Безупречный“ быть при крейсере „Олег“», «Миноносцам „Бодрый“, „Громкий“, „Грозный“ быть при крейсере „Светлана“». Таким образом 2-й отряд миноносцев также расформировывался. Все названные миноносцы заняли места справа от указанных крейсеров. Затем было приказано «транспортам и конвоирующим крейсерам отойти вправо», после чего крейсерский отряд и отряд транспортов легли на курс норд-ост 50°.
В это же время адмирал Того поднял флажный сигнал «Z»: «Судьба империи зависит от этой битвы. Пусть каждый приложит все силы». 1-й боевой отряд шёл в порядке: «Микаса», «Сикисима», «Фудзи», «Асахи», «Касуга», «Ниссин», а слева от «Микасы» авизо «Тацута». Дальше и немного правее следовал 2-й боевой отряд, справа от головного «Идзумо» — авизо «Чихая». 4-й боевой отряд взял левее, проходя к востоку от русской эскадры. Затем адмирал Того пересёк курс русской эскадры. Сложно сказать, зачем он решил атаковать её с левого борта. Возможно, он не знал о последнем перестроении русских и стремился вывести из строя слабейшие русские броненосцы, пока сильнейшие, как он надеялся, следуют справа от них и не смогут отвечать. Возможно, он принял во внимание, что солнце начало клониться к закату, освещая левый борт русских броненосцев. Так или иначе оба главных японских боевых отряда зашли с левого борта русских кораблей, идя в западном направлении, а затем в 13:45 начали выполнять последовательный поворот на 24 румба, ложась на курс норд-ост 67°, то есть почти параллельно русской эскадре. В момент начала поворота «Микаса» находился на траверзе «Орла». Этот поворот (названный впоследствии «петлёй Того»), производившийся на расстоянии 38 каб. от русского флагмана и продолжавшийся 15 минут, ставил японские корабли в чрезвычайно невыгодное положение. Японские корабли описывали циркуляцию почти на одном месте, и, если бы русская эскадра вовремя открыла огонь и сосредоточила его на точке поворота японского флота, последнему могли быть причинены серьёзные потери. У Рожественского был хороший шанс расстрелять неприятельские корабли, пока они не могли отвечать ему всеми своими орудиями. Для этого он должен был увеличить до максимума ход 1-го отряда, сближаясь на привычную для русских комендоров дистанцию 15 кабельтовых, стремясь при этом с помощью новейших броненосцев «отжать» неприятельские корабли к колонне более старых русских кораблей. Но он этого не сделал. Он просто выводил 1-й отряд в голову 2-му и 3-му; последним приказом Рожественского перед боем был: «2-му броненосному отряду вступить в кильватер 1-му». Поскольку «Бородино» и «Орёл» не успевали вписаться, головному во 2-м отряде, «Ослябе», пришлось застопорить машины, а следующему за ним «Наварину» уменьшить ход (оба вышли из строя влево, а затем и весь строй 2-го и 3-го отрядов нарушился). Благодаря этому «Бородино» сумел войти в линию кильватера, но «Орёл» ещё нет. Трудность построения осложнилась ещё тем, что «Суворов», выйдя на курс, сразу сбавил ход до 9 узлов и этим ещё задержал вступление в строй «Бородино» и «Орла».
В 13:49, когда «Микаса» и «Сикисима» прошли точку поворота, «Князь Суворов» открыл огонь по японскому флагману с дистанции 38 каб. Сражение началось.

### Дневной бой 14 мая

#### Бой броненосных кораблей

##### Первая фаза боя (13:49 — 14:46)
В 13:49 (момент начала боя) русская эскадра шла со скоростью 9 узлов, курсом норд-ост 23° (кроме 1-го броненосного отряда, выходившего в голову колонны 11-узловой скоростью, и пропускающих его ЭБ «Ослябя» и ЭБ «Наварин»), в это время ЭБ «Орёл» ещё не успел занять своё место в строю. Японская эскадра шла со скоростью 16 уз., последовательно ложась на курс норд-ост 67°. При этом 2-й японский боевой отряд вошёл в кильватер 1-му. По завершении перестроения кильватерные колонны противников растянулись примерно на 2,8 мили и медленно сближались. ЭБ «Асахи» оказался на правом траверзе ЭБ «Суворов».
Адмирал Х. Того в парадной форме, с самурайским мечом, в течение всего боя демонстративно находился на открытом (не бронированном) ходовом мостике, его примеру последовали адмиралы Х. Камимура и Х. Симамура. (Контр-адмирал Н. И. Небогатов во время сражения также находился на открытом мостике.)
В 13:52 японцы открыли ответный огонь (тремя минутами позднее, чем ЭБ «Суворов» — после того, как четыре из шести кораблей 1-го боевого отряда уже легли на новый курс). Сначала четыре японских ЭБ вели сосредоточенный огонь по ЭБ «Суворов» (флаг Рожественского), а БКР «Ниссин» и БКР «Касуга», при прохождении ими точки поворота, — по ЭБ «Ослябя» (флаг Фелькерзама). 2-й японский боевой отряд вице-адмирала Х. Камимуры открыл огонь по ЭБ «Ослябя», кроме двух замыкающих, БКР «Асама» и БКР «Ивате», которые по завершении перестроения с 14:02 вели огонь по ЭБ «Император Николай I» (находясь у него на траверзе). Таким образом, в первые минуты боя японцы обстреляли все три русских флагманских ЭБ — на ЭБ «Суворов» и ЭБ «Ослябя» сразу возникли пожары. По каждому русскому флагману одновременно вели огонь минимум четыре-шесть японских ЭБ и БКР, маневрировавших раздельно. Благодаря превосходству в скорости японские корабли имели возможность устанавливать дистанцию и позицию боя по своему усмотрению.
В первой фазе боя дистанция между противниками сокращалась от 38 до 22 кабельтовых. Со стороны «нестреляющего» борта японской колонны шли 17 миноносцев, готовых выйти в атаку.
Русские корабли также пытались сосредоточить огонь на японском флагмане, но из-за отсутствия опыта в управлении эскадренной стрельбой и большой дистанции боя не добились ощутимых результатов.
В 14:05, когда дистанция между эскадрами уменьшилась до 28 кабельтовых, Рожественский приказал изменить курс на 2 румба вправо, параллельно курсу японской эскадры.
В течение первых 15 минут боя японцы часто переносили огонь — некоторое время два ЭБ, «Фудзи» и «Сикисима», также стреляли по «Ослябе», а два броненосных крейсера Камимуры — по ЭБ «Суворов».
Примерно к 14:10 японцы определились с целями: отряд Того вёл огонь по ЭБ «Суворов», а отряд Камимуры — по ЭБ «Ослябя». Концентрации огня на ЭБ «Ослябя», вероятно, была вызвана рядом причин: он был идентифицирован как флагман; в начале боя не имел хода и выделялся высоким бортом; к 14:00 центр колонны Камимуры вышел на его траверз.
Адмирал Рожественский успел отдать только один флагманский боевой приказ — сигнал «1»: «Бить по головному» (вторым был приказ о передаче командования). Однако этот приказ оказался трудновыполнимым. Три первых броненосца могли стрелять только из носовых башен, а четвёртый — «Орёл» — в начале боя не имел возможности вести огонь, так как находился вне строя. То есть в начале боя по «Микасе» вели огонь пять броненосцев («Орёл» с опозданием) и, возможно, «Наварин». Около 14:05 «Орёл» и «Ослябя» были вынуждены перенести огонь; «Орёл» — на 7-й корабль в японском строю — «Идзумо» (на траверзе которого был «Орёл»). «Сисой» и корабли 3-го русского отряда не могли достать до «Микасы», поэтому стреляли по «Ниссину» и «Касуге», а затем по крейсерам Камимуры. Так что по «Микасе» в итоге стреляли только три броненосца, остальные выбирали цели по возможности (в том числе, «Николай I» с опозданием на 5 минут открыл огонь по концевым крейсерам Камимуры, «Нахимов», также с опозданием, — по «Ивате»), и больше всего досталось японским концевым крейсерам — «Асама» и «Ивате», по которым также вели огонь все три броненосца береговой обороны. Огонь русских в первой фазе боя был довольно точным: из всех примерно 40 снарядов, попавших в «Микасу» в этом бою, за начальные 45 минут сражения его поразило 25, причём в первые 15 минут — пять 12-дюймовых и четырнадцать 6-дюймовых. Корабль получил много пробоин в казематах, одну пробоину несколько выше ватерлинии, были ранены несколько офицеров штаба, находившихся на мостике, лишь чудом не был ранен адмирал Того. В 14:22 русский снаряд перебил ствол правого 8-дюймового орудия носовой башни «Ниссина». Самые серьёзные повреждения получил броненосный крейсер «Асама»: в 14:11 12-дюймовый снаряд, вероятно, с «Николая I», попал в его кормовую часть, повредив рулевое управление. Корабль вышел из строя влево. Повреждение через 6 минут починили, но «Асама» сильно отстал и начал медленно догонять свой отряд. Три остальных линейных корабля японцев остались практически необстрелянными.
Однако огневое превосходство было явно на стороне японского флота. Меткость стрельбы и скорострельность были заметно выше. Результаты огня русских кораблей были неразличимы, снаряды при падении в воду не взрывались, а с расстояния в 25—30 каб. всплески от падений были плохо видны корректировщикам. Японские корабли, окрашенные в шаровый цвет, были малозаметны, в отличие от чёрных русских броненосцев с палевыми трубами. Японские снаряды разрывались при ударе обо что угодно, давая огромные клубы ядовитого дыма, много огня и мелких осколков. На «Князе Суворове» вскоре была сбита одна из труб, разгорелся пожар в небронированных надстройках, были перебиты и сожжены все фалы, так что отдать какие-либо приказания Рожественский уже не мог. Близ заднего мостика был виден сильный взрыв, которым была выведена из строя кормовая 12-дюймовая башня. Уклоняясь, русская эскадра в 14:10 взяла на 2 румба правее, а «Микаса», соответственно, в 14:17 лёг курсом ост, а в 14:25 — зюйд-ост. Больше всего досталось «Ослябе». 8-дюймовые снаряды японских крейсеров не могли с такой дистанции пробить его броневого пояса, но корабль не имел бронирования по всей ватерлинии, получил несколько крупных пробоин в незащищённой носовой части. Ввиду перегрузки корабль низко сидел в воде, получил критически большую массу воды, распространившуюся по всем палубам. Кроме того, от частых попаданий, вероятно, были сорваны с мест и несколько разошлись плиты бортового броневого пояса.
Около 14:20 (на 31-й минуте боя) с сильным пожаром на рострах и носовом мостике, имея тяжёлые повреждения и потеряв управление, «Ослябя» выкатился из строя вправо и стал описывать циркуляцию, имея крен на левый борт 12° и большой дифферент на нос. Борт в его носовой части был разбит, имелись пробоины ниже ватерлинии. Полностью выведенная из строя артиллерия бездействовала, носовая башня главного калибра, сорванная с основания, накренилась, носовые орудийные казематы были разбиты. «Ослябя» не справился с поступлением воды и около 14:50 повалился на левый борт и стремительно затонул. Спасением людей с него занялись миноносцы «Буйный», «Бравый» и «Быстрый» (тем самым последние два нарушили указания, полученные до боя), а также буксир «Свирь». Всего при непрекращающемся обстреле противника из воды было поднято 385 человек, погибли 514.
В то же самое время, около 14:32, русский флагман «Князь Суворов» перестал слушаться руля и начал совершать циркуляцию вправо. Шедший следом «Император Александр III» сначала последовал за ним, но разобравшись, что флагман неуправляем, повёл эскадру дальше (он возглавлял колонну русских кораблей до 14:50). Сумятицу усилил «Бородино», также вышедший из строя в это время.
Таким образом, практически одновременно вышли из строя два ведущих эскадру корабля под адмиральскими флагами, «Суворов» и «Ослябя», а оставшийся третий флагман («Николай I» под флагом Небогатова) шёл в строю седьмым. Это привело к потере управления эскадрой.
Впоследствии военные историки отметят, что за эти 43 минуты и был, в основном, решён исход боя. В морском бою успех первого удара часто предрешает исход сражения. Основным моментом, погубившим лучшие русские корабли, было неудачное маневрирование командующего в момент завязки боя, которое сразу поставило корабли первого отряда под сосредоточенный удар всей колонны противника, тогда как более половины кораблей колонны фактически оказалось вне линии боя. Вся тяжесть боя была принята на себя пятью передними кораблями, противостоявшими 12 кораблям противника. Русская эскадра понесла критические потери и только решительное изменение тактики ведения боя могло бы, возможно, исправить положение. Но, напротив, на русской эскадре начался период анонимного командования, продолжавшийся до 18:05. Никто не знал, кто управляет эскадрой, которую вели в бой головные корабли, были ли они под управлением своих командиров, или те уже выбыли из строя из-за попавших в рубку осколков. Никто не знал, что сталось с Рожественским. Адмирал Небогатов был дезориентирован соображением, что адмирал Фелькерзам, который должен принять командование эскадрой при ранении или гибели Рожественского, мог находиться в числе спасённых с «Осляби» (тот факт, что Фелькерзам умер до боя, был засекречен). Собственно, последующие фазы боя всё больше напоминали расстрел, от которого русские корабли пытались уклоняться, забирая в сторону от противника, который по-прежнему имел превосходство в скорости, составлявшее 6—7 узлов. С этого времени и до окончания боя японцы сосредоточили огонь в основном на трёх оставшихся броненосцах типа «Бородино» («Александр III», «Бородино» и «Орёл») и отчасти на шедшем за ними «Сисое Великом».

##### Вторая фаза боя (14:32 — 15:05)
Вскоре «Бородино» исправил повреждения и вернулся на место в строю, а «Князь Суворов» описал полную циркуляцию вправо и прорезал строй эскадры между «Сисоем» и «Наварином». Он мог управляться только машинами, потерял почти всю артиллерию, горел как факел, а затем застопорил машины для починки руля. Миноносцы «Бедовый» и «Быстрый» не выполнили приказа и штаб командующего эскадры с повреждённого броненосца не сняли. После приведения руля в положение прямо, корабль начал двигаться самостоятельно. Впоследствии он несколько раз подвергался обстрелу со стороны проходящих японских кораблей, шёл зигзагами в генеральном направлении на северо-восток 10-узловым ходом, пытаясь сопровождать русскую эскадру. После смертельного ранения командира броненосцем стал командовать старший артиллерийский офицер лейтенант П. Е. Владимирский, сам вставший к штурвалу. Без грот-мачты и кормовой трубы, с торчащими над боевой рубкой обломками фок-мачты, с полностью разрушенными носовым и кормовым мостиками и рострами, с полыхающим пожаром на спардеке корабль продолжал отражать непрерывные атаки японских крейсеров и миноносцев. Осколками снаряда, попавшего в боевую рубку, был вторично (и на сей раз тяжело) ранен адмирал Рожественский, несколько офицеров его штаба и корабля.
Тем временем броненосец «Император Александр III» в 14:45 вернул эскадру на курс норд-ост 23°. Возможно, он пытался прорваться на север за кормой главных сил японцев. В свою очередь адмирал Того совершил манёвр смены стреляющего борта. Часть артиллерии среднего калибра правого борта японских кораблей уже вышла из строя, а комендоры, конечно, всё это время обеспечивали огонь на пределе физических сил. Поэтому Того, сделав в 14:35—14:47 со своим 1-м отрядом поворот «все вдруг» курсом от противника, а затем на 8 румбов влево, открыл по русским огонь левым бортом, то есть практически с той же огневой мощью, что и в начале боя. Отряд повёл «Ниссин» под флагом контр-адмирала С. Мису. Тем не менее, в эти 12 минут он подставил свою корму русским артиллеристам, чем те и воспользовались. Действительно, в 14:42 броненосец «Фудзи» получил попадание 12-дюймовым снарядом, который взорвался в зарядном отделении кормовой башни. Находившиеся там 12-дюймовые снаряды могли сдетонировать и корабль неминуемо погиб бы, но из-за слабого фугасного действия русских снарядов снаряды не сдетонировали, а вода из разрушенной взрывом трубы охлаждения помогла потушить пожар. Минутой позже «Асама» снова получил два снаряда, и оба в корму. Корабль осeл на 1,5 метра, на некоторое время остановился, затем пошёл дальше, стараясь следовать за своим отрядом. В строй он вступил только около 17:10.
Но и русские корабли получили в это же время много повреждений. На головном «Императоре Александре III», попавшем под сосредоточенный огонь, вспыхнуло несколько пожаров, он с большим креном на левый борт вышел из строя (в 15:20) и, справившись впоследствии с повреждениями, вступил в строй (вероятно, между «Сисоем Великим» и «Наварином»). Эскадру повёл броненосец «Бородино» в направлении норд-ост. Несколько пробоин в носу чуть выше ватерлинии получил «Сисой Великий», через них внутрь корпуса стала поступать вода, из-за чего корабль отставал, растягивая строй, вследствие чего отряд Небогатова, увеличив скорость, обошёл слева следующий за «Сисоем» 2-й броненосный отряд. Из-за разрыва снаряда на «Адмирале Нахимове» заклинило носовую барбетную установку в положении по траверзу на правый борт. На «Орле», который шёл вторым в строю, был смертельно ранен командир, капитан 1 ранга Н. В. Юнг, в командование кораблём вступил старший офицер капитан 2 ранга К. Л. Шведе.
Вероятно, поскольку отряд Камимуры продолжал идти прежним курсом на юго-восток и, таким образом, оказался гораздо южнее отряда Того, управлявший головным ЭБ «Бородино» капитан 1 ранга Серебрянников решил не вести эскадру между двух огней, или просто ещё раз попытался прорваться на север. Кроме того, он всё ещё ожидал сигналов флагмана и собирался прикрыть его от очередной атаки противника. В это время дистанция до отряда Того сократилась до 11—16 кабельтовых, так что японские корабли даже выпустили несколько торпед (без успеха). Заметив манёвр русских, вице-адмирал Камимура повернул корабли последовательно и к 15:02 открыл огонь по концевым кораблям русской эскадры, догоняя её сзади справа. В это время отряд Того пересёк голову русской колонны в направлении справа налево и вскоре в появившемся тумане потерял её. Камимура также потерял русских из-за тумана. Воспользовавшись этим, русская эскадра, следуя за «Бородино», повернула последовательно на зюйд-ост и какое-то время противники удалялись друг от друга.
Около 15:15 первый «бег на юг», продолжавшийся недолго, был остановлен, и русские корабли снова легли на норд-норд-ост в направлении Владивостока.
В 15:10-15:15 отряд Камимуры наткнулся на многострадального «Князя Суворова», обстрелял его и атаковал четырьмя торпедами, одну из которых японцы по ошибке сочли попавшей в цель. При этом авизо «Тиха́я» получил попадание тремя 75-мм снарядами из кормовых орудий броненосца с образованием подводной пробоины и вышел из боя до конца дня.

##### Третья фаза боя (15:43 — 16:17)
В течение примерно 35 минут противники не видели друг друга.
Японцы, уйдя на норд-вест, сделали поворот на курс норд-ост, при этом 1-й отряд «все вдруг», так что его снова повёл «Микаса». Таким образом, оба флота стали сближаться.
В голове русской колонны броненосцев шёл «Бородино», за ним «Орёл» и «Александр III». В кильватер последнему вступил контр-адмирал Небогатов на «Николае I», ведя за собой три броненосца береговой обороны («Апраксин», «Сенявин», «Ушаков») и обходя с левого борта растянувшийся строй броненосцев 2-го отряда («Сисой», «Наварин», «Нахимов»).
В 15:40 противники увидели друг друга и бой возобновился с дистанции 27 каб. Положение сторон во многом напоминало начало сражения с той разницей, что отряд Камимуры лишился «Асамы» и заходил в голову отряду Того. Оба отряда при этом быстро сближались с русскими кораблями, находясь у них впереди слева. Русские отстреливались ожесточённо. В боевой рубке «Ниссина» был ранен младший флагман вице-адмирал С. Мису, ряд попаданий получили крейсера Камимуры. В 15:57 на «Сикисиме» произошёл преждевременный разрыв снаряда в стволе, и носовая башня временно вышла из строя. Флагманский корабль Того «Микаса» получил пробоину в броневом поясе, через которую была затоплена угольная яма. У русских особенно пострадали «Орёл» и «Сисой Великий». На последнем начался пожар во всей 6-дюймовой батарее, и броненосец временно вышел из строя, а затем занял место в хвосте колонны. На «Орле» была оторвана часть ствола левого 305-мм орудия носовой башни.
Поскольку японцы снова охватывали голову русской колонны, «Бородино» около 16:00 повернул на восток. При этом отряд Камимуры оказался на левом траверзе «Бородина», а отряд Того — на траверзе «Императора Николая I». Дистанция между главными силами составляла 30—35 кабельтовых. Между колоннами русских и японцев зигзагами шёл сильно повреждённый, почти неуправляемый «Князь Суворов», иногда сближаясь с противником до 11 кабельтовых. Примерно в 16:10 «Бородино» снова начал уклоняться вправо и повёл эскадру на юг. Адмирал Того, заподозрив русских в попытке прорыва на север у себя под кормой, повернул своим отрядом «все вдруг» и строем фронта пошёл на север, вскоре потеряв русских из виду. Вице-адмирал Камимура, вероятно, не хотел вести бой без своего старшего флагмана и отвернул к востоку. В 16:17 противники снова потеряли друг друга из виду.
Около этого же времени произошёл новый бой около погибающего «Суворова». Корабль, который отстреливался только одним 75-мм орудием из кормового каземата, был атакован 4-м отрядом истребителей, по нему было выпущено 4 торпеды, и безуспешно (японцы снова посчитали, что попали). Флагман был снова прикрыт артогнём броненосцев, которые добились попадания в «Мурасаме».

##### Четвёртая фаза боя (16:17 — 17:42)
К 16:20 ЭБ «Князь Суворов», пылая от носа до кормы, лишился последней трубы и остатков фок-мачты, в кормовом каземате единственное уцелевшее 75-мм орудие продолжало вести огонь по врагу. С броненосца сняли оставшихся в живых офицеров штаба и раненного в голову З. П. Рожественского (по своему состоянию боем управлять он не мог).
Второй «бег на юг» русской эскадры продолжался 50 минут — гораздо дольше первого, но именно он спас русские крейсера и оставшиеся два транспорта. Крейсерское сражение шло, в общем, независимо от сражения броненосных эскадр примерно к югу от них, и к моменту появления русских броненосцев положение крейсеров и транспортов было критическим.
Около 16:30 русская эскадра, идя на юг, встретила отряд русских транспортов и крейсеров, которые вели бой с японскими крейсерами. Обстреляв крейсера противника, эскадра по сигналу Небогатова стала склоняться к северу.
Боевой порядок русских броненосцев к этому времени сильно нарушился. Впереди парой шли «Бородино» и «Орёл», которые около 16:30 проследовали на контркурсах между русскими и японскими крейсерами, и первые ушли под защиту нестреляющего борта броненосцев. Этим манёвром и объясняется поворот к западу русской эскадры. 3-й русский броненосный отряд, уже успевший к этому времени обогнать 2-й, последовал за первой парой и в 16:41 также открыл огонь по крейсерам отрядов С. Дева и С. Уриу, флагманские корабли которых, получив повреждения от огня броненосцев Небогатова, увели свои отряды на восток. Между 3-м и 2-м броненосными отрядами шёл повреждённый «Александр III», а за ним — разными курсами корабли 2-го броненосного отряда. В то же время японские броненосные отряды шли к югу, разыскивая противника и находясь восточнее его. В 16:51 крейсера Камимуры, идя на звук выстрелов, подошли к месту боя и открыли огонь по скученным русским кораблям и транспортам, добившись попаданий в «Ушаков» и «Апраксин». Примерно в это время на «Бородино» был тяжело ранен командир корабля и в командование броненосцем вступил старший офицер капитан 2 ранга Д. С. Макаров, который и повёл эскадру.
В 17:00 на броненосце «Император Николай I» (которым из-за ранения командира командовал Небогатов) был поднят сигнал «Курс норд-ост 23°», по которому «Бородино» повернул на северо-запад. Русские снова шли во Владивосток.
В 17:30 крейсера Камимуры вышли из боя, находясь к югу от русских кораблей.
С 17:10 по 17:30 миноносец «Буйный» снял с «Князя Суворова» раненого вице-адмирала Рожественского и 19 человек его штаба. К этому времени «Суворов» практически потерял ход, управлялся из центрального поста минным офицером лейтенантом М. А. Богдановым. Кормовая 12-дюймовая башня была взорвана, носовая 12-дюймовая башня, видимо, расстреляла весь свой боезапас, а башни среднего калибра вышли из строя из-за пожаров над ними. Существенных подводных пробоин корабль не имел. Приказ Рожественского снять оставшихся людей миноносец «Бедовый» снова не выполнил.

##### Пятая фаза боя (17:42 — 19:12)
Русская эскадра, несмотря на приказ Небогатова, двигалась курсом на северо-северо-запад. К 17:40 она построилась в несколько кильватерных колонн (данные противоречивы): впереди шли «Бородино» и «Орёл», ведомые капитаном 2 ранга Д. С. Макаровым. Отстав от них и заметно левее шёл 3-й броненосный отряд, а также «Александр III». Левее и позади колонны Небогатова шли остатки 2-го отряда (эту колонну долго замыкал «Сисой», но «Наварин» и «Адмирал Нахимов» ушли в хвост колонны, пострадав после 18:30 от огня крейсеров Камимуры). Четвёртую колонну образовали крейсера «Олег», «Аврора», «Дмитрий Донской», «Владимир Мономах», которые держались на левом траверзе броненосцев. Крейсера «Жемчуг», «Изумруд», «Алмаз», «Светлана» и миноносцы шли ещё левее, не соблюдая строй. Там же находились четыре оставшихся транспорта — «Анадырь», «Корея», «Свирь» и сильно повреждённый «Иртыш». Миноносец «Буйный» со штабом на борту и сигналом «Адмирал на миноносце» (никто не понял, какой именно адмирал), догнавший эскадру около 18:00, поднял сигнал «Адмирал передаёт командование контр-адмиралу Небогатову», но на «Николае I» этот сигнал не разобрали, и в 18:05 тот же приказ был передан Небогатову голосом с миноносца «Безупречный» вместе с указанием следовать во Владивосток.
Японский 1-й боевой отряд шёл справа параллельным курсом на расстоянии около 35 кабельтовых, снова медленно выходя в голову русской колонны и в 17:42 открыл огонь по «Бородино» и «Орлу». 2-й боевой отряд шёл далеко позади за первым и в 18:32 начал обстреливать сначала три корабля 2-го броненосного отряда с дистанции около 40 кабельтовых. Но затем в критическое положение попал «Император Александр III», который с сильным креном на правый борт и пожаром следовал где-то в конце русской эскадры и правее её (сведения о его местоположении противоречивы). В 18:48 он попал под обстрел шести крейсеров отряда Камимуры и буквально через 2 минуты перевернулся на правый борт. Около 40 человек ещё держались на днище перевернувшегося корабля. Крейсер «Изумруд» подошёл к месту трагедии для поднятия из воды людей, но сам попал под сильный обстрел и вынужден был вернуться к эскадре. Из 867 человек экипажа «Императора Александра III» не спасся никто, поэтому обстоятельства боя и гибели этого корабля неизвестны. Можно предположить, что он затонул от распространения по главной палубе (имевшей только одну переборку) воды, попавшей через казематы 75-мм орудий из-за перегрузки корабля.
Русскую эскадру по-прежнему вёл «Бородино», в 18:30 уклонившийся влево, на северо-запад, от сосредоточенного огня отряда Того, который держался у него на правом траверзе в 30—40 кабельтовых. Но прежде, чем он успел это сделать, около 18:50 на «Бородино» начались сильные пожары, в 19:00 огромное пламя охватило весь корабль, и кормовая башня замолчала. Задолго до этого, по утверждению единственного выжившего члена команды, все офицеры броненосца выбыли из строя. Один из снарядов, по-видимому 305-мм с «Фудзи», попал в погреб правой бортовой 6-дюймовой башни. После взрыва этого погреба корабль, стойко ведший эскадру четыре с половиной часа, перевернулся и затонул около 19:12, за считанные минуты до захода солнца. На броненосце погибли 866 человек, и один матрос впоследствии был поднят японцами из воды.
По всей видимости, это был последний выстрел японцев в дневном бою 14 мая, так как ещё до гибели «Бородино», в 19:02, адмирал Того приказал прекратить огонь. Один из последних русских выстрелов сделал «Сисой Великий», попавший 12-дюймовым снарядом во флагман Камимуры, «Идзумо», и чуть было не выведший его из строя. К счастью для японцев, снаряд не разорвался.
Тем временем потерявший ход «Суворов», брошенный далеко к югу, около 18:00 был окружён 4-м, 5-м и 6-м боевыми отрядами японцев, полтора часа отстреливался от них, а затем был атакован 2-м отрядом миноносцев, которые выпустили по нему в упор 8 торпед. 3—4 из них взорвались и в 19:30 корабль, до последнего отстреливавшийся из кормового 75-мм орудия и даже винтовок, перевернулся и пошёл ко дну со всеми оставшимися людьми (935 человек). Таким образом, в течение всего 40 минут погибли со всей командой три из четырёх однотипных броненосцев («Александр III», «Бородино», «Суворов»).
Но наступала ночь, и адмирал Того стремился дать своим миноносцам возможность сориентироваться для атаки, поэтому он не стал расстреливать горящий «Орёл», а повёл свои боевые отряды на север, назначив точкой рандеву остров Дажелет. «Император Николай I» после гибели «Бородино» стал медленно обгонять «Орла» слева, выходя в голову эскадры. С последними лучами солнца «Император Николай I» возглавил эскадру русских броненосцев и увеличил её скорость до 12—13 узлов.
Из оставшихся русских броненосцев наиболее тяжёлые повреждения получил «Орёл»: у носовой 12-дюймовой башни была оторвана часть ствола левого орудия, в кормовой башне оставалось лишь 2 снаряда. Из башен среднего калибра осталась в строю только правая носовая. Казематы 75-мм артиллерии были частично выведены из строя, причём не от пробития бронеплит, а от поражения осколками через орудийные порты. Те же осколки вывели из строя всех находившихся в боевой рубке. Броненосец принял на палубу около 300 тонн воды и находился на грани опрокидывания. Корабль практически полностью исчерпал свой боевой ресурс. На «Сисое» и «Наварине» башни главного калибра были в исправности, но оба имели пробоины в носовой небронированной части, через которые вода затапливала отсеки, при этом на «Наварине» её удавалось откачивать, на «Сисое Великом» помпы не справлялись. На «Адмирале Нахимове» носовую барбетную установку заклинило, ещё две вращались вручную. Корабли 3-го броненосного отряда пострадали незначительно, только «Адмирал Ушаков» имел дифферент на нос вследствие пробоины в носовой оконечности.

#### Бой крейсеров
Если брать с собой в бой тихоходные транспорты, по общему мнению, — серьёзная ошибка, то поручать почти всем крейсерам и половине миноносцев охрану этих транспортов, а потом всех вместе услать куда-то на восток — ошибка не меньшая. Если Рожественский вправду рассчитывал весь бой вести на 9-узловой скорости единой колонной, то лучшей защиты для лёгких сил, чем нестреляющий борт колонны броненосцев (вне зоны перелётов японских снарядов, конечно), не найти. Тем не менее, приказ был отдан, и все они легли на курс два румба вправо (норд-ост 50°), постепенно удаляясь на юг от колонны броненосцев.
Около 14:00 далеко в хвосте колонны японцами были задержаны госпитальные суда «Орёл» и «Кострома», чем была исключена возможность спасения экипажей с погибавших во время последовавшего боя кораблей. Второе в соответствии с международными нормами было отпущено через полмесяца, а первое взято в качестве приза на том основании, что «Орёл» использовался при эскадре в военных целях, в частности для перевозки задержанной команды английского парохода «Ольдгамия». По иронии судьбы, англичан поместили именно на «Орёл» только из-за опасения, как бы их в бою не задел какой-нибудь шальной снаряд.
Около 13:50 крейсер «Идзуми» попытался справа приблизиться к транспортам, но был обстрелян и подбит «Владимиром Мономахом», шедшим справа от колонны транспортов, и «Олегом» с «Авророй». Собственно, крейсерский бой начался около 14:30, когда 3-й боевой отряд вице-адмирала С. Дева и 4-й отряд контр-адмирала С. Уриу, закончившие к этому времени обход с юга русской эскадры, открыли огонь по транспортам с дистанции около 40 каб. Особенно опасным было положение «Анадыря» и «Иртыша», которые рисковали взлететь на воздух от взрыва хранившихся в трюмах обширных запасов снарядов и пироксилина. Навстречу восьми вражеским крейсерам немедленно бросились на юг «Олег» и «Аврора», начав бой на контркурсах левым бортом, затем переведя стрельбу на правый борт. Маневренный бой продолжался с 15:10 до 15:35, при этом около 14:35 в кильватер «Авроре» по сигналу Энквиста вступил «Дмитрий Донской», вернувшись, таким образом, в свой отряд. Затем оба японских отряда повернули последовательно влево и легли на параллельный курс, вест, стреляя из орудий правого борта с дистанции 28 кабельтовых. Транспорты, миноносцы и охраняющие их крейсера продолжали уходить на норд-ост. Около 15:12 76-мм снаряд разорвался напротив рубки крейсера «Аврора», и залетевшими в неё осколками был смертельно ранен командир крейсера. В командование кораблём вступил старший офицер капитан 2 ранга А. К. Небольсин, сам имевший ранение. В 15:20 подошёл 6-й боевой отряд контр-адмирала М. Того-младшего и вступил в кильватер 4-му отряду Уриу. 3-й отряд повернул на ост и открыл огонь левым бортом.
Около 15:35 Энквист заметил на севере пылающий «Князь Суворов» и повернул два крейсера с веста на норд, приказав «Донскому» и «Мономаху» охранять транспорты. К этому времени русские понесли первую потерю — вспомогательный крейсер «Урал» получил подводную пробоину с левого борта в носовой части и поднял сигнал бедствия. Энквист просигналил «Анадырю» помочь «Уралу», при этом «Анадырь», выполняя приказ, протаранил буксирный пароход «Русь». Команда с «Руси» перебралась на «Свирь», а брошенную «Русь» через полчаса потопили японские крейсера 6-го отряда. Около 16:00 с «Олега» и «Авроры» заметили, что к «Князю Суворову» приближаются русские броненосцы, зато японские крейсера атакуют транспорты.
Наступал критический момент боя, поскольку как раз около 16:00 «Олег» и «Аврора» попали под огонь концевых броненосных крейсеров 1-го отряда — «Ниссина» и «Касуги», находившихся на северо-востоке, а с тыла по ним стреляли остальные лёгкие японские крейсера. К тому же на поле боя около 16:00 появились корабли 5-го боевого отряда вице-адмирала Катаока, открывшие огонь с 43 каб. «И был бы здесь славный конец двум зарвавшимся небронированным крейсерам, если бы не приближение наших броненосцев, также повернувших на обратный курс. Движение их заставило „Ниссина“ и „Касугу“ отойти и скрыться в тумане», — пишет В. С. Кравченко. Произошло это около 16:30, но до этого оба крейсера успели, отстреливаясь, повернуть на курс зюйд-ост по направлению к транспортам, причём за ними от броненосцев по собственному почину последовали «Жемчуг» и «Изумруд», ранее державшиеся нестреляющего борта русской колонны. По сигналу Энквиста «Крейсерам следовать за мной» крейсера в конце концов построились в кильватерную колонну: «Олег», «Аврора», «Дмитрий Донской», «Владимир Мономах», «Жемчуг», «Изумруд», «Светлана» и «Алмаз».
За это время «Урал», от которого в бою были только одни неприятности, несмотря на два его 120-мм орудия, успел получить ещё две подводные пробоины и, управляясь только машинами, навалился на корму крейсера «Изумруд», затем застопорил ход. «Анадырь», «Свирь» и миноносец «Грозный» спасли людей с «Урала». При этом основанием для спасательных работ было не столько бедственное положение «Урала», сколько сигнал его командира: «Имею подводные пробоины, исправить не могу». Несмотря на такую оценку командира, брошенный командой корабль оставался на плаву ещё долго, пока в 17:40 не был потоплен огнём с японских броненосцев и торпедой. «Свирь» пыталась взять его на буксир. Тем более, что не только «Урал» получил подводную пробоину: «Иртыш» также получил крупную пробоину у ватерлинии; возник крен и дифферент на нос; ход упал до 7 уз. Транспорту «Корея» также было приказано со «Светланы» оказать помощь «Уралу», но из-за отсутствия на «Корее» свода военных сигналов эту команду не разобрали. Все это время транспорты маневрировали под огнём беспорядочно, нарушали строй и мешали маневрировать русским крейсерам.
Русские крейсера с трудом вели бой с 10 крейсерами противника на дистанции 24 каб., находясь также под обстрелом с тыла двух броненосных крейсеров отряда Х. Того, но около 16:30 колонна русских броненосцев прошла между крейсерами Энквиста и японскими лёгкими крейсерами. Огонь броненосцев заставил японские крейсера отойти к востоку. Именно в это время японские бронепалубные крейсера получили наибольшие повреждения. Около 17:08 флагман вице-адмирала Дева «Кассаги» получил подводную пробоину, скорость хода упала, но до 18:00 корабль оставался в строю. Примерно в то же время флагманский крейсер 4-го отряда «Нанива» получил попадание в корму ниже ватерлинии. Русские крейсера, транспорты и миноносцы к этому времени перешли на левый, нестреляющий борт колонны русских броненосцев.
Транспорт «Камчатка» после 17:00 получил несколько попаданий снарядов, в результате которых были повреждены машины. Транспорт остановился и стал лёгкой мишенью. Тем не менее, малокалиберные пушки «Камчатки» вели огонь по японским миноносцам, пытаясь прикрыть «Князя Суворова». После 18:30 транспорт был настигнут лёгкими силами противника, расстрелян и затонул. Погибли 327 человек, из них 68 мастеровых.
Последняя фаза крейсерского боя наступила около 17:30, когда с юго-запада бронепалубные крейсера противника снова попытались атаковать транспорты и миноносцы. Их поддерживал догоняющий эскадру с юго-востока отряд Камимуры. «Олег» и «Аврора» снова вышли в бой на контркурсах, за ними по сигналу Энквиста пошли «Дмитрий Донской» и «Владимир Мономах». Русским крейсерам снова пришлось туго, но они отбились от 9—10 крейсеров противника, которые к 18:00 прекратили бой. В 17:40—18:00 положение на «Кассаги» и «Наниве» из-за поступления воды стало тяжёлым, и оба корабля вышли из боя. «Нанива» после установки пластыря вновь вошёл в строй, а «Кассаги» под конвоем «Читосэ» ушёл в залив Абурдани, где чинился до 11 часов следующего дня. Сам вице-адмирал Дева вернулся к месту битвы на «Читосэ» только в 21:30, на время его отсутствия оставшиеся два крейсера 3-го отряда временно присоединились к 4-му отряду.
Если давать общую оценку крейсерскому бою, то можно заметить, что японские бронепалубные крейсера пытались использовать ту же тактику, что и броненосные — концентрировались у флагманского русского крейсера и пытались взять его под сосредоточенный обстрел с относительно больших дистанций в 20—30 каб. Из этого приёма у них ничего не вышло, поскольку «Олег» и «Аврора» маневрировали на 18-узловой скорости. В. С. Кравченко комментирует это так: «От окончательного расстрела „Олега“ и „Аврору“ спасла быстрота и частая смена ходов: мы сбивали этим неприятеля, не давали ему точно пристреляться. За весь бой верная „Аврора“ ни на одну пядь не отстала от своего флагмана... Были ужасные, так называемые, „поворотные“ точки, когда неприятель хорошо пристреливался и удачно концентрировал огонь по „Олегу“, так что последний казался весь окутанным брызгами, взмётами белой пены, чёрным дымом с проблесками огня. Мы нередко видели, как бедный корабль не выдерживал этого огня, клал круто на борт руля, поворачивал на восемь румбов и, выходя из сферы огня, оставлял её позади. „Аврора“ тотчас же следовала его примеру, клала руля, но, катясь по инерции, должна была вступать в этот ужасный, засыпаемый на наших глазах чугунным градом, район. Так как „Аврора“ очень медленно слушается руля, не ворочается, как говорят моряки, „на пятке“, то она неминуемо должна была всякий раз окунаться в этот дождь». Иными словами, японским крейсерам следовало избрать иную тактику: решительно сблизившись на самые короткие дистанции, атаковать 3-м и 4-м отрядами «Олега» и «Аврору», а 6-му отряду — разведочный отряд в коротком и жестоком бою. Конечно, японцы понесли бы потери, но русских в этом неравном бою спасти не могло бы ничего. Затем японцы могли бы спокойно уничтожить бронированные, но тихоходные старые крейсера, а также транспорты. Зато русские крейсера совершили невозможное: за два часа боя со значительно превосходящими силами противника они не только выдержали удар, потеряв только один безбронный крейсер, но и сумели, в основном, выполнить приказ защитить транспорты, обрекавший всех на гибель. Из шести транспортов в бою 14 мая погибли два, из них команде «Руси» дали время эвакуироваться.
Но и маневрируя, русские крейсера понесли потери. «Урал» погиб. Его командир вообще не отличился мужеством в бою: один раз «Урал» скрылся от обстрела, спрятавшись за корпус «Алмаза», тоже небронированного. «Олегу» досталось больше всех, и он находился в печальном положении, получив 12 пробоин, из которых многие вблизи ватерлинии, имел повреждения в машине. «Аврора» также получила серьёзные повреждения от попадания 10 снарядов. Кроме того, на ней из строя вышло много человек: 16 убитых и 83 раненых. «Светлана» получила пробоину в носовой части, приняла 350 т воды. Крейсер получил дифферент на нос, ход упал до 17,5 узлов. Остальные крейсера получили незначительные повреждения.

#### Участие в бою миноносцев
Русские миноносцы непосредственно в бою не участвовали, занимаясь в основном спасательными операциями: «Буйный» (повредил винт о плавающие обломки), «Бравый» (получил попадание снарядом в кочегарку), «Быстрый», «Грозный», «Блестящий». Особенно отличился последний, бросившись под обстрелом поднимать из воды моряков с «Осляби», хотя сам уже получил попадание снарядом, с затоплением помещений. В ходе этой операции миноносец получил второе попадание, которым был убит командир. Экипаж «Буйного» также проявил инициативу и мужество при спасении людей. Зато «Бедовый» в нарушение всех приказов бросил повреждённый «Суворов» и самовольно присоединился к отряду крейсеров. «Быстрый» также не оказал помощи «Суворову» и просто шёл под защитой броненосцев. «Безупречный», «Бодрый», «Громкий», «Грозный» следовали с крейсерами, как им и было приказано. Все они к концу боя оказались под защитой левого, нестреляющего борта русских броненосцев.
Японские эсминцы, в основном, следовали со стороны нестреляющего борта броненосных отрядов и приняли участие в уничтожении остававшихся на плаву повреждённых русских кораблей. В 15:27 5-й отряд истребителей атаковал «Князя Суворова» пятью торпедами, выпущенными с 4—2 кабельтовых. Ни одна из них не взорвалась, но «Сирануи» получил повреждения от двух попавших в него снарядов с русских броненосцев — 4 убитых, 15 раненых. В 16:28 того же «Суворова» атаковал 4-й отряд эсминцев. Сначала «Асагири» и «Мурасаме» выпустили по торпеде в правый борт с 4 каб., а «Асасиво» — две торпеды. «Сиракумо» из-за огня русских броненосцев выйти в атаку не смог. По японским данным, одна торпеда с «Мурасаме» попала в левый борт броненосца и он накренился на 10°, но это сомнительно. Один выстрел с «Асагири» не получился — торпеда дала осечку. При этом «Асагири» получил попадание из 75-мм пушки «Суворова», а «Мурасаме» — рикошетировавшим от воды снарядом с одного из броненосцев, его скорость упала до 20 уз. Около 8:00 «Суворов» был потоплен торпедами 2-го отряда эсминцев. Миноносцы японцы приберегли для ночных атак. Во время боя они держались возле 5-го и 6-го японских боевых отрядов.

### Ночные атаки и манёвры
С наступлением сумерек японские броненосцы и крейсера ушли с поля боя, чтобы дать миноносцам в оставшуюся часть светового времени определиться с выбором целей. Лишь в южной части пролива оставались вспомогательные крейсера, которым при обнаружении противника было приказано осветить его прожектором, затем поднять луч вверх и провести им в сторону движения. В западной части Корейского пролива, близ корейского берега, дежурил 7-й боевой отряд контр-адмирала Х. Ямады (канонерские лодки). Опознавательным знаком для различения своих был назначен красный огонь. К северо-западу от русской эскадры были 1-й и 2-й отряды эсминцев, с севера — 9-й отряд миноносцев, с востока — 5-й, 4-й и 3-й отряды эсминцев, а с юго-востока подходили 20-й, 18-й, 1-й, 5-й и 10-й отряды миноносцев. Ещё 9 миноносцев 14-го, 16-го и 19-го отрядов, в течение дня укрывавшиеся от непогоды, также вышли в море для атаки. Таким образом, эсминцы должны были атаковать авангард русской колонны, миноносцы — арьергард. Всего в ночных атаках принимали участие 17 эсминцев и 24 миноносца.
Русские броненосцы также заметили противника, находившегося примерно в 50 кабельтовых от них. Поскольку только юго-западное направление было свободно, адмирал Небогатов повернул круто влево на 8 румбов без всякого сигнала. Остальные броненосцы совершили поворот «все вдруг», при этом значительно нарушив строй. Это больше походило не на манёвр, а на беспорядочное отступление в направлении от противника, то есть как раз в сторону русских крейсеров и миноносцев. Эти последние не поняли манёвра. На крейсерах решили, что эскадра как организованная сила распалась и сами повернули в том же направлении. Тем не менее, броненосцы быстро восстановили кильватерный строй, а вот действия контр-адмирала О. А. Энквиста как раз и привели к распаду эскадры. До этого момента действия контр-адмирала в бою были практически безупречными и часто смелыми. Но сейчас он поднял сигнал крейсерам «Следовать за мной», повернул на юго-запад и дал полный 18-19-узловой ход. За ним последовали все крейсера, кроме «Изумруда» и «Алмаза», на которых сигнал замечен не был: первый находился в некотором отдалении, держась ближе к «Николаю I», а второй в этот момент маневрировал, стараясь избежать столкновения с транспортом. Совершенно непонятно, как можно согласовать между собой приказ «Следовать за мной» и форсирование хода, ведь Энквисту было известно, что оба старых крейсера не могут развить скорость больше 13-15 узлов. Уводя их в сторону от эскадры, он, тем самым, обрекал их на участь одиноких странников в ночи. То же можно сказать и о «Светлане», поскольку с «Олега» хорошо видели, что она идёт с дифферентом на нос. Прямой обязанностью крейсеров было пропустить броненосцы на юго-запад и охранять их от атак неприятельских миноносцев, но он сделал прямо противоположное — заслонился от них своими броненосцами. Таким образом, за два часа Энквист (точнее, командир «Олега» капитан 1-го ранга Л. Ф. Добротворский, который имел на своего адмирала сильное влияние) совершил три грубейшие ошибки: бросил и потерял в ночи свои броненосцы, не защитив их от минных атак, увёл почти все крейсера от эскадры, а затем бросил три отставших крейсера. Эскадра распалась.
Русские броненосцы некоторое время уходили на юг, но в начале 9-го часа Небогатов вновь лёг на курс норд-норд-ост. Корабли 3-го броненосного отряда Небогатова были ещё во время похода подготовлены к ночному плаванию без ходовых огней. Ориентиром служил только фонарь с узконаправленным лучом, помещённый на корме корабля. «Орёл», находившийся в кильватере «Николая I», вынужден был действовать так же (все прожектора были разбиты), и все пять броненосцев некоторое время шли единой группой. Благодаря светомаскировке они были малозаметны. Неприятельские миноносцы отгонял крейсер «Изумруд», державшийся близ флагмана. Остальные корабли, из соображений маскировки, огня по миноносцам, в основном, не открывали, хотя один раз ими был по ошибке обстрелян «Изумруд» (попаданий не было). Не имея возможности выдержать 13-узлового хода, «Адмирал Ушаков», получивший пробоину, начал отставать; со временем «Адмирал Сенявин» и «Генерал-адмирал Апраксин» обогнали его и он потерялся. Остальные корабли группы Небогатова благополучно избежали минных атак и ушли на север.
Три оставшихся корабля 2-го броненосного отряда во главе с «Сисоем Великим» отстали, поскольку медленно заполняющийся водой броненосец также шёл на небольшой скорости. К движению без огней они не были подготовлены, поэтому были хорошо заметны противнику.
Концевой «Адмирал Нахимов» для отражения минных атак первым стал использовать прожектора, чем только облегчил задачу противнику. Между 21:30 и 22:00 броненосный крейсер получил торпеду в носовую часть правого борта. Не имея возможности справиться с поступлением воды и получив крен на правый борт и дифферент 8° на нос, корабль выключил прожектора и развернулся на запад, рассчитывая достичь Корейского берега и вдоль него идти во Владивосток. Всю ночь ведя упорную борьбу за живучесть, экипаж крейсера убедился, что удержать корабль на плаву не удастся. При свете луны были обнаружены очертания берега, оказавшегося северной оконечностью острова Цусимы. Став на якорь на глубине 100 м, крейсер приступил к спуску шлюпок для своза экипажа. В начале шестого часа утра, когда к крейсеру стал приближаться истребитель «Сирануи», а за ним вспомогательный крейсер «Садо-Мару», командир в ответ на требование сдаться приказал взорвать корабль, но подрывные патроны не сработали. При эвакуации погибли 18 человек. Большая часть людей была поднята со шлюпок японским крейсером, одна шлюпка достигла острова, где моряки были взяты в плен. Японцы высадились на корабль и подняли на нём свой флаг, но, увидев его бедственное положение, ушли. Скрывавшиеся на «Нахимове» командир и штурман флаг сорвали. Около 8:00 15 мая крейсер пошёл ко дну в точке 34°34' с. ш., 129°32' в. д. Командира и штурмана подняли из воды японские рыбаки. Из экипажа крейсера в 653 чел. спаслось 628 чел.
Броненосец «Наварин» обошёл «Сисоя Великого», но около 22:00 получил попадание торпедой в корму с левого борта. Вода стала быстро заполнять корабль, который погрузился кормой в воду до 12-дм башни. Затем корабль 4-узловым ходом пошёл к ближайшему берегу, но около 2:30 15 мая три эсминца, вероятно, «Асагири», «Асасиво» и «Сиракумо» 4-го отряда, атаковали броненосец с обоих бортов. Он получил ещё два попадания торпедами, стал крениться на правый борт, затем перевернулся и затонул. Из 622 человек экипажа удалось спастись только 3 матросам, поднятым из воды японцами.
Оставшийся один, «Сисой Великий» энергично отражал атаки и маневрировал. Но поступление воды через пробоину в носу так и не удалось остановить, и корабль все больше садился носом. В 23:15 он был торпедирован в кормовую часть с правого борта, лишившись возможности управляться. Тонущий корабль задним ходом попытался достичь острова Цусима, где около 03:00 утра 15 мая встретил крейсер «Владимир Мономах» и миноносец «Громкий». На просьбу принять к себе экипаж с крейсера ответили, что он также тонет, поэтому команда стала сколачивать спасательные плоты. В 07:20 броненосец был обнаружен японскими вспомогательными крейсерами «Синано-Мару», «Тайнин-Мару», «Явата-Мару». С броненосца на баркасе начали эвакуировать людей и подняли сигнал по международному своду: «Тону, прошу помощи». На вопрос японцев о том, сдаётся ли корабль, командир ответил утвердительно. Тогда японская команда подняла на корабле свой флаг, хотя и не смогла спустить Андреевский, а затем начала свозить команду. В 10:05 «Сисой Великий» перевернулся и затонул в точке 35° с. ш., 130°10' в. д. На корабле погибли 50 человек, включая 20 убитых в дневном бою.
Крейсера отряда Энквиста в начале 8-го часа на 18-узловой скорости уходили на юго-запад. Около 20:00 отстал «Владимир Мономах», около 21:00 — «Дмитрий Донской», около 22:00 — «Светлана». «Олег», «Аврора» и присоединившийся по собственной инициативе «Жемчуг» в течение ночи отразили три торпедные атаки и сделали три попытки повернуть на север для прорыва во Владивосток, но каждый раз после этих поворотов им встречались неприятельские миноносцы, а около 23:00 — суда, принятые по ошибке за японские крейсера. В итоге крейсера каждый раз поворачивали на курс зюйд-вест. К полуночи из-за многочисленных ночных манёвров на крейсерах потеряли представление о своём местоположении, только под утро определились по звёздам. Считая, что остатка ночи уже не хватит для прорыва мимо неприятельских сил, а также полагая, что его по пятам преследует вражеский крейсерский отряд, контр-адмирал Энквист по совету командира «Олега» Л. Ф. Добротворского около 01:00 15 мая решил уходить на юг. Кроме того, он полагал, что русская эскадра, которую с крейсеров последний раз видели идущей на юго-запад, также будет отступать в южном направлении. После всех ошибочных решений, принятых Энквистом в начале ночи, этот вывод напрашивался. Русская эскадра потеряна, свои крейсера — тоже, корабли в ходе боя получили серьёзные повреждения. Первый же вражеский миноносец или вспомогательный крейсер, обнаруживший их утром вблизи поля боя, радирует об этом, и на перехват будет выслан крейсерский отряд. В три часа ночи «Олег», «Аврора» и «Жемчуг» вышли из пролива в южном направлении, постепенно сбавив ход до 10 узлов.
Отставший крейсер «Владимир Мономах» повернул на север. С крейсера несколько раз открывали огонь по миноносцам, причём были обстреляны «Бедовый» и «Громкий». Опасаясь ещё раз обстрелять своих, крейсер подпустил к себе японский миноносец, который с короткой дистанции выпустил торпеду в правый борт. Корабль начал заполняться водой, несмотря на все попытки экипажа остановить её распространение, и к утру оказался в бедственном положении, так как вода подошла к топкам последней незатопленной кочегарки. При этом корабль несколько раз подвергался минным атакам, которые были отражены с помощью «Громкого». Командир решил идти к острову Цусиме, людей свезти на берег, а корабль затопить. Миноносцу «Громкий» было приказано прорываться во Владивосток. К этому времени японские вспомогательные крейсера «Садо-Мару» и «Манджу-Мару» обнаружили корабль и открыли по нему огонь, желая принудить к сдаче. Капитан 1-го ранга В. А. Попов приказал открыть кингстоны. Японцы, убедившись, что корабль тонет, высадились на него со шлюпок и заставили командира и старшего офицера покинуть корабль. Часть команды была снята шлюпками с обоих японских крейсеров, часть высадилась на берег острова Цусима, а сам корабль затонул около 10:30 15 мая в точке 34°32' с. ш., 129°40' в. д. При затоплении корабля пострадавших не было, но в дневном бою корабль потерял 1 чел. убитым и 16 ранеными.
Русские миноносцы рассеялись вместе с крейсерами, но пережили эту ночь благополучно. «Бедовый», «Грозный» и «Буйный» (последний — с повреждением в машине) шли вместе с «Дмитрием Донским», «Громкий» и «Бравый» сопровождали повреждённый «Мономах», «Быстрый» шёл со «Светланой». «Безупречный» прорывался на север самостоятельно. «Бодрый» и сильно повреждённый «Блестящий» повернули на юг.
Три оставшихся транспорта — «Анадырь», «Корея» и буксирный пароход «Свирь», потеряв в начале ночи эскадру и друг друга, разными путями направились на юг, имея целью уйти в Шанхай. Повреждённый и медленно заполняющийся водой «Иртыш» направился к японскому берегу, чтобы в случае затопления корабля спасти личный состав.
Из японских миноносцев ночью во время атак от воздействия артиллерийского огня русских кораблей погибли два — № 34 и № 35 (на обоих погибли 9 человек и ранены 21), в различной степени получили повреждения 8 истребителей и 4 миноносца. Кроме того, от столкновения с истребителем «Акацуки» затонул миноносец № 69; при ночных столкновениях и навалах были повреждены три истребителя и два миноносца. За всё время сражения заплатили своими жизнями 22 японских моряка с миноносцев и 82 было ранено. Сложно сказать, кто чьей жертвой стал этой ночью. Обе стороны в своих донесениях приписывали себе множество побед, утверждая, что видели гибель значительно бо́льшего числа кораблей противника, чем это было в реальности. Потопление японских миноносцев приписывали себе артиллеристы «Адмирала Сенявина», «Адмирала Нахимова» и «Владимира Мономаха». 14-й, 16-й, 19-й и 20-й отряды миноносцев в течение ночи обнаружить русские корабли не смогли.

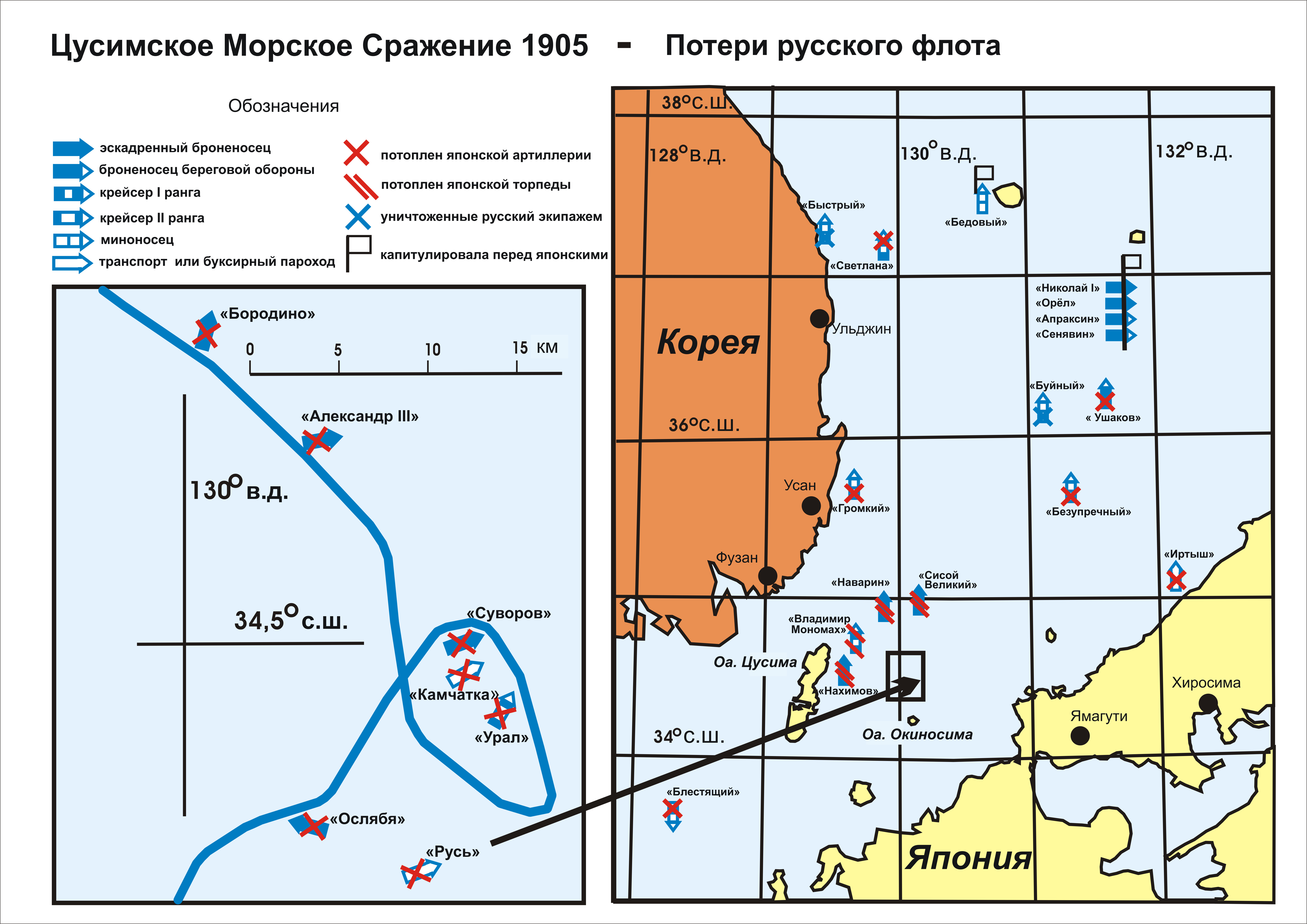
Цусимское морское сражение 1905 г. — Дневные бои 15 мая и потери русского флота в корабельном составе

### Дневные бои 15 мая, сдача основных сил русской эскадры

#### Броненосцы
Пока японские миноносцы проводили атаки на русские корабли, главные силы японского флота отошли на север в Японское море, чтобы днём перехватить русскую эскадру. Адмиралу Х. Того представлялось наиболее вероятным, что русские пойдут от места боя у острова Цусима к Владивостоку кратчайшим путём. Расчёт скорости показывал, что днём 15 (28) мая эскадра должна пройти в районе между островом Дажелет и скалами Лианкур. На рассвете 15 мая 1-й боевой отряд адмирала Того находился в 30 милях южнее Дажелета. Расчёт оказался верным.

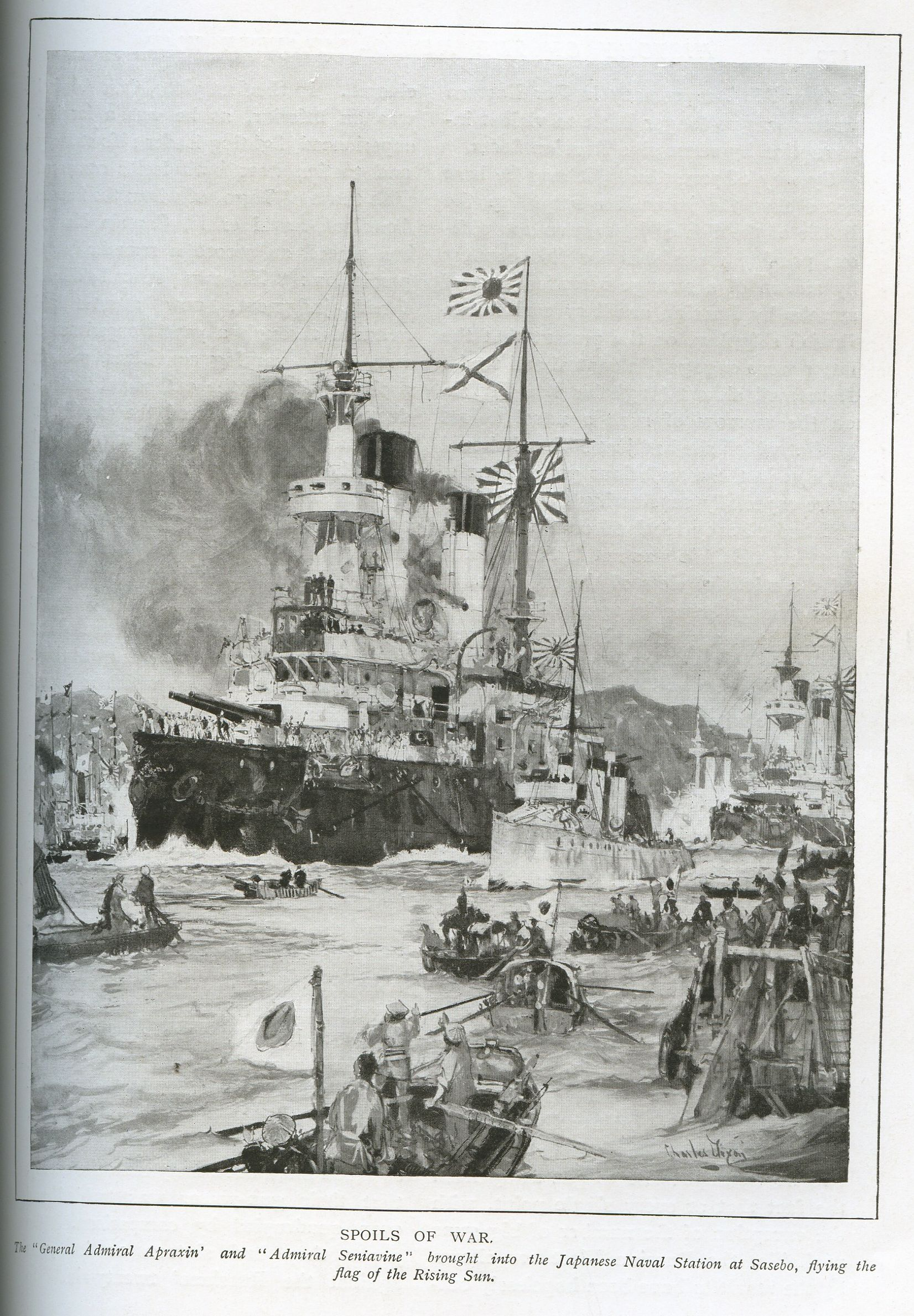
Картина, на которой изображены корабли «Адмирал Апраксин» и «Адмирал Сенявин», которые вводят в японскую военно-морскую базу в Сасебо. На кораблях развеваются флаги «Восходящего солнца».

Отряд контр-адмирала Небогатова — эскадренные броненосцы «Император Николай I», «Орёл», броненосцы береговой обороны «Генерал-адмирал Апраксин», «Адмирал Сенявин» и крейсер «Изумруд» был обнаружен японским 5-м боевым отрядом в 05:20 утра в 100 милях к югу от Дажелета. Адмирал Того был немедленно поставлен в известность радиограммой. С русских кораблей также обнаруживали дымы и силуэты на горизонте и посылали в разведку «Изумруд», который каждый раз опознавал противника и возвращался к отряду, не удаляясь от него за пределы видимости. Тем временем, управляемые по радио японские боевые отряды сжимали кольцо вокруг русских кораблей. С 9:30 отряд сопровождали крейсера Камимуры. Небогатов попытался было атаковать, пойдя на сближение, но Камимура, пользуясь превосходством в скорости, отвернул в сторону, так как дожидался подхода своих броненосцев. К 10 часам русские корабли были окружены с севера и северо-востока 4-м (без «Акаси») и 5-м боевыми отрядами, с запада и юго-запада 1-м и 2-м боевыми отрядами Того и Камимуры, а с юга 6-м боевым отрядом, возле которого также держался крейсер «Читосэ» под флагом С. Дэва. Это произошло в нескольких десятках миль южнее скал Лианкур. Подойдя на 43-60 каб., главные силы противника открыли огонь, на который отвечал несколькими выстрелами эскадренный броненосец «Орёл». Контр-адмирал Небогатов оказался в безвыходной ситуации. «Император Николай I» обладал устаревшей недальнобойной артиллерией и, кроме того, в ходе дневного боя расстрелял почти все фугасные снаряды, а бронебойные на больших дистанциях были неэффективны. «Орёл» остался практически без артиллерии: у него мог действовать только один ствол 12-дм орудия, почти все 6-дм орудия вышли из строя. Броненосцы береговой обороны уступали противнику в дальнобойности орудий, а все броненосцы в целом безнадёжно уступали в скорости. В этой ситуации контр-адмирал Н. И. Небогатов по совету раненого командира своего корабля единолично принял решение о сдаче. В 10:34 на флагмане был поднят флажный сигнал «XGE», что по международному своду означает «Сдаюсь». Исполняющий обязанности командира корабля старший офицер потребовал в соответствии с Морским уставом созвать совет офицеров. Небогатов согласился, офицерский совет был собран, но совету предъявили уже свершившийся факт сдачи, при этом вопреки традиции начинать с высказываний младших по чину, на совете сначала высказались контр-адмирал и командир корабля, указав на безвыходность положения. Большинство офицеров молчало. Поскольку японцы сигнала не разобрали и продолжали стрельбу, то по приказу Небогатова были спущены стеньговый и контр-адмиральский флаги, и подняты сначала белый, а затем и японский флаги. Остальные корабли отряда, кроме «Изумруда», после некоторых колебаний отрепетовали все эти сигналы. Противник заметил это и прекратил огонь, а в 10:53 адмирал Того подтвердил согласие принять сдачу. В 13:37 Небогатов и офицеры его штаба прибыли на броненосец «Микаса», другие офицеры — на другие корабли, а на русских кораблях японские моряки взяли под охрану важнейшие механизмы, погреба и оружие. Под конвоем корабли пошли в японские порты, причём на броненосце «Орёл» была сделана попытка затопить корабль путём открытия кингстонов, вовремя замеченная и пресечённая японцами. В плену моряки сдавшихся без боя кораблей встретили резко неприязненное отношение со стороны прочих русских пленных. Умершего на пути в Японию командира «Орла» капитана 1 ранга Н. В. Юнга с разрешения японцев похоронили в море как не сдавшегося в плен, ибо на время сдачи корабля он был в беспамятстве.
Впоследствии на суде контр-адмирал Небогатов объяснял своё решение так: «Перед моими глазами стояли 2000 семейств крестьян-матросов… решил пожертвовать собственным именем, собою, но спасти 2000 человеческих жизней… Было очевидно, что мы погибли, что флот разгромлен и дальнейшие жертвы бесцельны». В опубликованной в 1906 году статье Небогатов утверждает, что капитуляция была произведена в полном соответствии со статьёй 354 Морского Устава совместным решением всех офицеров в условиях абсолютной невозможности нанести даже минимальный урон противнику, поскольку максимальная дистанция ведения огня у японцев составляла 56 кабельтовых, у русских кораблей 50 кабельтовых и «Если мы попытаемся подойти ближе, то они, имея большую скорость, без труда отойдут дальше, не сокращая дистанции. Мы представляли бы собой чрезвычайно лёгкие мишени, не имея возможности ответить противнику». Там же Небогатов утверждает, что до встречи с японцами имелись шансы на прорыв во Владивосток в соответствии с прямым приказом Рожественского, чем и объясняет своё решение не идти в Манилу для неминуемого интернирования кораблей или к берегу для их уничтожения с высадкой команды.
Отставший из-за пробоины броненосец береговой обороны «Адмирал Ушаков» следовал тем же курсом, что и Небогатов. Корабль получил дифферент на нос и плохо слушался руля. Скорость не превышала 10 уз. С рассветом несколько раз на горизонте показывались крейсера 5-го японского боевого отряда, а затем и «Читосэ», но броненосец уклонялся от них курсом на восток, а те не преследовали. У корабля был шанс обойти место сдачи кораблей Небогатова с востока, но «Адмирал Ушаков» повернул на северо-запад, к берегам Кореи. Поэтому около 15:30 он увидел прямо по курсу основные силы японского флота, от которых на перехват были отделены броненосные крейсера «Ивате» и «Якумо» под флагом контр-адмирала Х. Симамуры. Броненосец повернул на юг, на офицерском совете ещё ночью решили сражаться «до последней крайности», а затем уничтожить корабль. Около 16:30 японцы нагнали русский броненосец и на «Ивате» был поднят сигнал: «Предлагаю вам сдаться. Ваш флагман сдался». Когда была разобрана первая часть сигнала, командир капитан 1 ранга В. Н. Миклуха сказал: «Продолжение сигнала нам знать не обязательно», и приказал открыть огонь, взяв курс на сближение с противником. В ходе боя броненосец маневрировал, но из-за износа каналов стволов и выхода из строя дальномеров снаряды ложились с большим разбросом и с недолётами. Огонь из 120-мм орудий было вести невозможно из-за слишком большой дистанции до цели. Японские снаряды поражали правый борт броненосца, производя разрушения в небронированных оконечностях и батарее. Вскоре в носовой башне вышла из строя гидравлика. Башню поворачивали ручным приводом. Через 30 минут боя из-за крена наведение вообще стало невозможным, могло вести огонь только одно 120-мм орудие. Тогда командир приказал экипажу спасаться, а корабль затопить через открытие кингстонов и подрыв циркуляционных помп в машинном отделении. Японцы продолжали огонь по тонущему кораблю, пока он не скрылся под водой, а затем спустили шлюпки для принятия людей. Броненосец скрылся под водой в 17:48 в точке 37 °с. ш., 133°30' в. д. На корабле и в воде от японских снарядов погибли 87 человек, ранены 11 (включая 3 погибших и 4 раненых в бою 14 мая). Среди погибших был и командир корабля. За 30 минут боя японские корабли выпустили 89 8-дм и 278 6-дм снарядов, добившись 2-4 попаданий 6-дм снарядами и 2 — 8-дм. «Ушаков» ответил 30 выстрелами из 10-дм орудий и 60 — из 120-мм, все — недолёты.

#### Крейсера
Крейсер II ранга «Изумруд», увидев в 10:34 сигнал своего флагмана о сдаче, форсировал ход до 21,5 узлов, проскочил между 1-м и 2-м японскими боевыми отрядами и ушёл в направлении Владивостока, ставя при этом радиопомехи переговорам японских кораблей. 6-й боевой отряд пытался его преследовать, но старые и тихоходные крейсера отстали и в 14:00 прекратили погоню. «Изумруд» длительное время поддерживал высокую скорость, в результате часть оборудования машин вышла из строя и скорость упала до 15 узлов. Во время боя 14 мая на корабле были ранены 6 человек. Командир крейсера, капитан 2 ранга барон В. Н. Ферзен, державшийся во время боя безупречно, неожиданно запаниковал. Вести корабль во Владивосток он побоялся, так как опасался подорваться на минах заграждения вблизи порта. Связаться по радио с базой и попросить эскорта он не захотел, так как стремился соблюдать радиомолчание. В результате он увёл корабль к русскому побережью в 300 км к востоку от Владивостока, куда прибыл поздно ночью 15/16 мая. Несмотря на то, что состояние моря позволяло оставаться в нём на ночь, корабль пошёл в залив Владимир на большой скорости и выскочил на камни мыса Ореховый около 01:00 ночи 16 (29) мая. Хотя днище не было серьёзно повреждено, и корабль можно было снять с камней впоследствии спасательными судами, командир приказал немедленно взорвать крейсер, так как полагал, что весь японский флот гонится за ним и находится где-то недалеко. Большинство офицеров «Изумруда» головы не потеряли, но перечить командиру не посмели — команда была свезена на берег, а крейсер подорван. Экипаж направился во Владивосток сухим путём, выполняя попутно приказ тыловых служб — собрать из окрестных деревень стадо крупного рогатого скота для обеспечения войск провиантом. Так они и явились домой — с коровами вместо крейсера.
Крейсера отряда контр-адмирала О. А. Энквиста «Олег», «Аврора» и «Жемчуг» утром 15 мая были в Восточно-Китайском море. Вопреки надеждам, русской эскадры они здесь не встретили, если не считать буксирного парохода «Свирь». Из-за бедственного положения «Авроры» контр-адмирал перенёс свой флаг на неё и принял командование этим кораблём, все три крейсера отправились в Шанхай для дозаправки углём с целью последующего перехода во Владивосток вокруг Японии. Однако рассчитав, что им не хватит положенных по международному праву 24 часов для заправки углём и ожидая возможного блокирования в Шанхае якобы преследующим их японским отрядом, на крейсерах решили идти в Манилу, столицу Филиппин, бывших тогда под протекторатом США. При подходе к Филиппинам на горизонте был замечен крейсерский отряд. Русские корабли приготовились к бою с японским отрядом контр-адмирала Уриу, но корабли оказались американскими. После захода в Манилу, 20 мая русские корабли были интернированы по распоряжению американских властей и с разрешения русского правительства. На всех трёх крейсерах были убиты 41 человек, ранены 156. Два корабля в марте 1906 г. вернулись на Балтику, а «Жемчуг» остался служить в составе Сибирской флотилии.
Крейсер I ранга «Светлана», отставший от отряда Энквиста, с дифферентом на нос уходил на север в сопровождении миноносца «Быстрый». Около 5:00 в виду острова Дажелет показались японские крейсера 5-го боевого отряда, но «Светлана» уклонилась от них к западу. Капитан 1-го ранга С. П. Шеин решил подойти ближе к берегу Кореи, завести пластырь, заделать пробоину, затем откачать воду и идти во Владивосток вдоль корейского берега. Около 07:00 за кормой показались нагонявшие «Светлану» крейсера «Отова», «Ниитака» и истребитель «Муракумо». Около 8:30 крейсер по решению офицерского совета открыл огонь по «Отове». Миноносец «Быстрый» держался со стороны правого борта крейсера, «Муракумо» — с левого, вне дальности стрельбы. Оба японских крейсера догоняли «Светлану» с левого борта. Имея возможность вести бой только двумя кормовыми 6-дм орудиями, крейсер получил несколько пробоин у ватерлинии. «Отова» получила два попадания снарядами, которыми убило 5 и ранило 23 человека. Когда закончились все 6-дм снаряды и были полностью выведены из строя машины, командир приказал экипажу эвакуироваться в воду, а крейсер затопить открытием кингстонов. «Светлана» скрылась под водой в 11:08 в точке с координатами 37° с. ш., 129°50' в. д. Японцы продолжали огонь до полного затопления корабля, и многие русские моряки погибли от взрывов уже в воде. Затем японский отряд погнался за «Быстрым», а команда крейсера была через 2 часа поднята на борт вспомогательного крейсера «Америка-Мару». Всего убиты, утонули и умерли от переохлаждения 170 человек, включая командира, ранены 36.
Крейсер I ранга «Дмитрий Донской», также отставший от отряда Энквиста, обошёл ночью с востока броненосцы и шёл во Владивосток в сопровождении миноносцев «Буйный» (под флагом адмирала Рожественского), «Бедовый» и «Бравый». Из-за выхода из строя котла не мог развить скорость более 13,5 уз. Броневой пояс соответствовал 75 мм крупповской брони. Ночью радиостанция крейсера ставила помехи радиопереговорам японцев. Около 07:00 утра отряд остановился для пересадки с «Буйного» офицеров штаба эскадры на «Бедовый», а 204 человек, спасённых с «Осляби», — на крейсер. Причиной было повреждение машины на «Буйном» и нехватка на нём угля для следования во Владивосток. После этого «Бедовый» и «Грозный» ушли в направлении Владивостока, а «Дмитрий Донской» и «Буйный» последовали за ними на 10-11-узловой скорости. Но миноносец «Буйный» отставал и наконец поднял сигнал о помощи. Совет обоих командиров принял решение затопить миноносец. После своза людей на крейсер была сделана неудачная попытка подрыва, а затем крейсер открыл огонь из 6-дм орудий. Несмотря на дистанцию 1,5 каб. попали только с 6-го раза из-за износа канала ствола орудия, и только 8-м выстрелом миноносец был потоплен. Всего на остановки крейсер потерял в этот день около 5 часов, но при выбранном им курсе это лишь задержало его встречу с противником, находившимся к северу. Около 16:00, когда крейсер был уже в виду острова Дажелет, его нагнали с правого борта крейсера 4-го боевого отряда контр-адмирала С. Уриу «Нанива», «Такатихо», «Акаси», «Цусима» и истребители «Оборо», «Акэбоно» и «Инадзумо». С левого борта приближались потопившие «Светлану» крейсера «Отова» и «Ниитака» с истребителями «Асагири» и «Сиракумо». На офицерском совете крейсера один человек высказался за сдачу, остальные молчали, тогда командир корабля капитан 1-го ранга И. Н. Лебедев распустил совет и принял бой, решив сражаться до последнего, а затем разбить крейсер о скалы. На сигнал «Ваш флагман Небогатов уже сдался» с крейсера ответили огнём около 19:00. Левые орудия «Дмитрия Донского» стреляли по «Отове», правые — по «Наниве». «Дмитрий Донской» сражался до наступления темноты с чрезвычайным упорством, вызвал пожар на «Отове» и сделал пробоину у ватерлинии на «Ниитаке», но сам получил до 15 пробоин в районе ватерлинии, временно лишался управления из-за выхода из строя рулевого устройства, расстрелял почти весь боезапас и потерял всю артиллерию на верхней палубе. Командир был смертельно ранен. Тем не менее, корабль сумел затянуть бой до темноты и ушёл в тень острова Дажелет, где сумел отбить все торпедные атаки японских миноносцев. Во время боя спасённые с «Осляби» запаниковали и попытались помешать сражению, но усилиями командира и офицеров корабля были водворены на место относительно мирными методами. Это был единственный зафиксированный случай паники команды за все время Цусимского сражения. Зато командир и экипаж «Буйного» добровольно присоединились к трюмно-пожарной команде и участвовали в борьбе за живучесть. Ночью принявший на себя командование старший офицер корабля капитан 2-го ранга К. П. Блохин принял решение свезти людей на остров Дажелет и затопить крейсер. На рассвете «Дмитрий Донской» отошёл от берега и был затоплен на глубоком месте в точке с координатами 37°30' с. ш., 130°57' в. д., так как на 100 % исчерпал свои боевые возможности и выполнил свой долг. На крейсере были убиты 79 человек и 150 ранены (из команды «Осляби» — 11 убитых, 21 раненый). Этот бой стал последним по времени боевым эпизодом Цусимского сражения. Командир корабля скончался от ран в плену и похоронен на кладбище в Нагасаки.
Крейсеру II ранга «Алмаз» повезло. Во время вечерних торпедных атак он сначала держался у броненосцев, а затем ввиду малой эффективности стрельбы своих 75-мм орудий в 21:15 принял решение прорываться во Владивосток самостоятельно. На крейсере считали, что идут на соединение с отрядом Энквиста, однако непонятно, как они рассчитывали, идя курсом на северо-восток, встретить этот отряд, который последний раз видели уходящим в юго-западном направлении. Так или иначе, на «Алмазе» выбрали единственно верный маршрут — держаться восточнее, вдоль берегов Японии. Идя 16-узловым ходом, крейсер 16 мая в 11:30 прибыл в залив Стрелок, а оттуда — во Владивосток, первым принеся печальную весть о гибели эскадры. На «Алмазе» было множество мелких повреждений по корпусу, в рангоуте и такелаже, 6 убитых, 13 раненых. Корабль ненадолго задержался в тихоокеанских водах: после войны перешёл на Балтику, а затем — на Чёрное море. Ему было суждено стать первым авианосным кораблём в русском флоте.

#### Миноносцы
Миноносец «Безупречный», шедший самостоятельно на север, около 04:28 утра был обнаружен японским крейсером «Читосэ» (под флагом вице-адмирала С. Дэва) и истребителем «Ариаке». Принял артиллерийский бой и около 05:11 погиб со всем экипажем — 73 человека. Рассказать об обстоятельствах и подробностях этого боя с русской стороны некому.
Миноносец «Быстрый» в конце боя «Светланы» ок. 11:00 дал полный ход и направился к корейскому берегу, поскольку ещё до боя на миноносце рассчитали, что угля до Владивостока не хватит и надеялись со временем получить уголь со «Светланы». Его стали преследовать истребитель «Муракумо» и крейсер «Ниитака», стрелявший из носовых орудий. «Быстрый» безуспешно выпустил торпеды по «Муракумо» и в 11:50 выбросился на прибрежную отмель в районе мыса Йончхугап, южнее города Самчхок. Экипаж (83 человека, вместе со спасёнными с «Осляби») предпринял попытку пешком добраться до Владивостока, но к вечеру был взят в плен японским десантом, высадившимся со вспомогательного крейсера «Касуга-Мару». Моряки с «Быстрого» стали отдалёнными прототипами героев фильма «Берег спасения». Во время сражения на миноносце погибли 2 человека и ещё 2 были ранены.
Миноносец «Громкий» утром запросил у командира «Владимира Мономаха» разрешения прорываться во Владивосток самостоятельно, но получил приказ оставаться при тонущем крейсере. Когда в виду показались японские вспомогательные крейсера, миноносец дал полный ход 24 узла, но его стали преследовать истребитель «Сирануи» и миноносец № 63. Угля на миноносце хватало до Владивостока только при следовании экономическим 12-узловым ходом, но совет офицеров единодушно решил полным ходом оторваться от противника, а если не получится — дать бой. Преследователи не отставали и нагнали миноносец у мыса Чансугап (Корея) около 08:00 утра. «Громкий» сражался исключительно мужественно и искусно. Он маневрировал, дважды выходил в торпедные атаки, но одна торпеда утонула сразу после выхода из аппарата, а последняя была отброшена от кормы «Сирануи» струёй от винта. Миноносец пытался ставить радиопомехи переговорам противника. После попадания снаряда в кочегарку ход упал до 17 узлов. Когда очередной снаряд сбил с «Громкого» флаг, его по приказу командира на виду у противника прибили к мачте гвоздями. На «Сирануи» тоже четыре раза сбивало флаг, он получил 20 попаданий. Когда патронные отделения на «Громком» были затоплены, люди стали нырять в воду за патронами. В начале первого часа на миноносце остались один котёл, одна 47-мм пушка и один пулемёт. После израсходования всего боезапаса и полной остановки машин люди вели бой на расстоянии 1,5-2 каб. из винтовок. В последний момент был убит командир капитан 2-го ранга Г. Ф. Керн. На миноносце были открыты кингстоны, он стал погружаться и в 12:45 затонул. Оставшихся в живых японцы подобрали из воды. За время боя миноносец имел потери — 23 человека убитыми и 28 ранеными.
Миноносцы «Бедовый» (под флагом адмирала Рожественского) и «Грозный» после того, как утром ушли от крейсера «Дмитрий Донской», двигались экономическим 12-узловым ходом в северном направлении, обходя с запада вероятное место нахождения главных сил противника. Около 15:00 они были обнаружены японскими истребителями «Сазанами» и «Кагеро» в 30 милях южнее острова Дажелет. Противник приближался, но флагманский «Бедовый» ход не увеличивал. С «Грозного» голосом запросили, что происходит, и находившийся на мостике флаг-капитан (начальник штаба) эскадры приказал «Грозному» следовать во Владивосток самостоятельно. «Кагеро» погнался за «Грозным», а «Сазанами» остался при «Бедовом». Не сделав ни одного выстрела по противнику, примерно равному по силе и скорости, даже не попытавшись уйти, «Бедовый» был сдан своим командиром по инициативе флагманского штурмана эскадры полковника В. И. Филипповского и флаг-капитана эскадры капитана 1-го ранга К. К. Клапье-де-Колонга. «Бедовый» был единственным боевым кораблём русской эскадры, не понёсшим человеческих потерь. В плен попал весь штаб эскадры вместе с контуженным в голову командующим вице-адмиралом З. П. Рожественским. Впоследствии на суде офицеры оправдывались тем, что «жизнь адмирала дороже миноносца». Отчасти это справедливо, но, зная характер Рожественского, трудно предположить, чтобы он согласился с таким доводом, будь он тогда в сознании. У этого человека было много личных недостатков, но малодушие в их число не входило. Кроме того, на суде выяснилось, что ещё во время нахождения на «Буйном» офицеры штаба эскадры предлагали командиру миноносца сдать корабль, но тот в соответствии с Морским уставом потребовал от них протокол решения офицерского совета.
Таким образом, миноносец «Грозный» уходил от «Кагеро», отстреливаясь из малоэффективных кормовых 47-мм пушек и находясь под обстрелом двух 57-мм и носового 76-мм орудия. Миноносец маневрировал, стрелял из носового 75-мм орудия и сам попадал под огонь кормового 76-мм орудия противника. Оба корабля получили попадания, затем «Кагеро» около 16:30 отстал, а на русском миноносце из-за острой нехватки угля и опасения появления других сил противника отказались от первоначальной идеи догнать «Кагеро» и снова его атаковать. В ходе боя имел 4 убитыми и 11 ранеными, «Кагеро» потерь в людях не понёс. «Грозный» к 07:00 16 мая дошёл до острова Аскольд, принял уголь и 17 мая прибыл во Владивосток.
Потерявший ход миноносец «Буйный», как уже сказано, был после снятия команды уничтожен артиллерией крейсера «Дмитрий Донской».
Миноносец «Бравый» перед рассветом потерял крейсер «Владимир Мономах» и направился во Владивосток самостоятельно, проложив курс вдоль берегов Японии. Для маскировки мачты были срублены, а трубы днём красились в белый цвет. Не имея встреч с противником, миноносец обошёл с востока зону боевых действий и утром 17 мая дошёл до острова Аскольд. При этом из-за полного израсходования угля пришлось жечь в топке деревянные части корпуса, машинное масло и т. п. Подняв с помощью воздушного змея антенну радиотелеграфа, «Бравый» связался с базой, и высланный навстречу миноносец повёл его в порт. «Бравый» стал третьим и последним кораблём эскадры, пришедшим во Владивосток. Во время дневного боя на нём было убито 5 человек и ранено 8, а также среди спасённых с «Осляби» 1 убитый и 6 раненых.
Миноносец «Блестящий», имея заполненными водой носовые отделения и повреждённый руль, встретился утром в Восточно-Китайском море с миноносцем «Бодрый», который остался при нём для оказания помощи. Постепенно «Блестящий», переборки которого стали сдавать, заполнился водой. Чтобы ускорить потопление корабля, на нём были открыты кингстоны; личный состав вместе с 8 спасёнными с «Осляби» был переведён на миноносец «Бодрый». На «Блестящем» погибло 6 человек, включая командира, и ранено 16. Сам миноносец затонул около 05:00 утра.
Приняв людей с «Блестящего», миноносец «Бодрый» направился в Шанхай для пополнения запасов угля с целью последующего перехода во Владивосток. Шли в штормовых условиях, уклоняясь от всех встречных судов, так как подозревали в них японцев. Однако уголь кончился ещё в море к 12:00 16 мая и четыре дня команда дрейфовала в 90 милях от берега, пытаясь пользоваться приливными течениями. Запасы пресной воды и провизии почти закончились. 20 мая проходящий мимо английский пароход «Квейлин» взял миноносец на буксир и довёл его до Шанхая, где «Бодрый» был интернирован китайскими властями до конца войны. На миноносце во время боя был убит 1 человек, ранены 9.

#### Вспомогательные суда
Транспорт «Иртыш» из-за крупной пробоины у ватерлинии получил дифферент на нос и крен 10° на левый борт; ход упал до 7 узлов. Поэтому он быстро остал от эскадры и пошёл вдоль японского берега на север, рассчитывая в случае затопления свезти людей на сушу. Несмотря на подведённый пластырь, вода продолжала поступать в корпус судна, поэтому пришлось подойти к берегу у Вака-Мура в 10 милях к северу от города Хамада, префектура Симане. Команда была переправлена на сушу при активном участии местных японских рыбаков, а само судно затонуло (или было затоплено) в 3-4 милях от берега. На транспорте во время сражения погибли 14 и ранены 35 человек.
Буксирный пароход «Свирь» около 09:00 в Восточно-Китайском море встретил три крейсера под флагом контр-адмирала Энквиста. На вопрос: «Где наша эскадра и что с нею?», со «Свири» ответили: «Вам, Ваше превосходительство, лучше знать, где наша эскадра». Энквист распорядился «Свири» идти в Шанхай и выслать оттуда в Манилу русские транспорты с углём. Буксирный пароход благополучно прибыл в Шанхай 16 мая, где был интернирован китайскими властями до конца войны. На пароходе за время боя погиб 1 человек.
Транспорты «Корея» и «Анадырь» вместе ушли на юг. Около 09:00 из-за недостатка угля «Корея» отделилась и пошла в Шанхай, где 17 мая также была интернирована. На «Корее» во время дневного боя были ранены 2 человека. «Анадырь», имевший на борту около 7000 тонн угля для эскадры, не заходя ни в один порт (так как желал избежать интернирования) и держась вдали от оживлённых морских путей, 14 июля прибыл в порт Диего Суарес (Мадагаскар), откуда вернулся на Балтику. В известном смысле, это был самый «счастливый» корабль несчастной эскадры, в том числе и потому, что потерь в людях не имел.
С судьбой 2-й Тихоокеанской эскадры тесно связана «одиссея» парохода «Ольдгамия». Этот английский пароход 6 мая был остановлен крейсером «Олег» вблизи эскадры, так как вёз в Японию груз керосина. Ввиду отсутствия документов на груз и невнятных объяснений капитана, команда парохода была свезена на госпитальное судно «Орёл», а сам пароход объявлен призом и с русским призовым экипажем в 41 чел. (собранным с разных кораблей эскадры) под командой прапорщика по морской части Трегубова через два дня отправлен во Владивосток вокруг Японии. Стремясь пройти проливом Фриза в Охотское море, 20 мая в густом тумане пароход наскочил на камни острова Уруп. На следующий день пароход штормом был сильно повреждён, команда перебралась на берег, а пароход взорвала. Остров оказался необитаемым. Экипаж разделился на три партии. Одна осталась на острове, а две — на самостоятельно оснащённых ботах пошли к Сахалину. Все три партии разными путями попали в плен к японцам, но остались в живых.

## Последствия

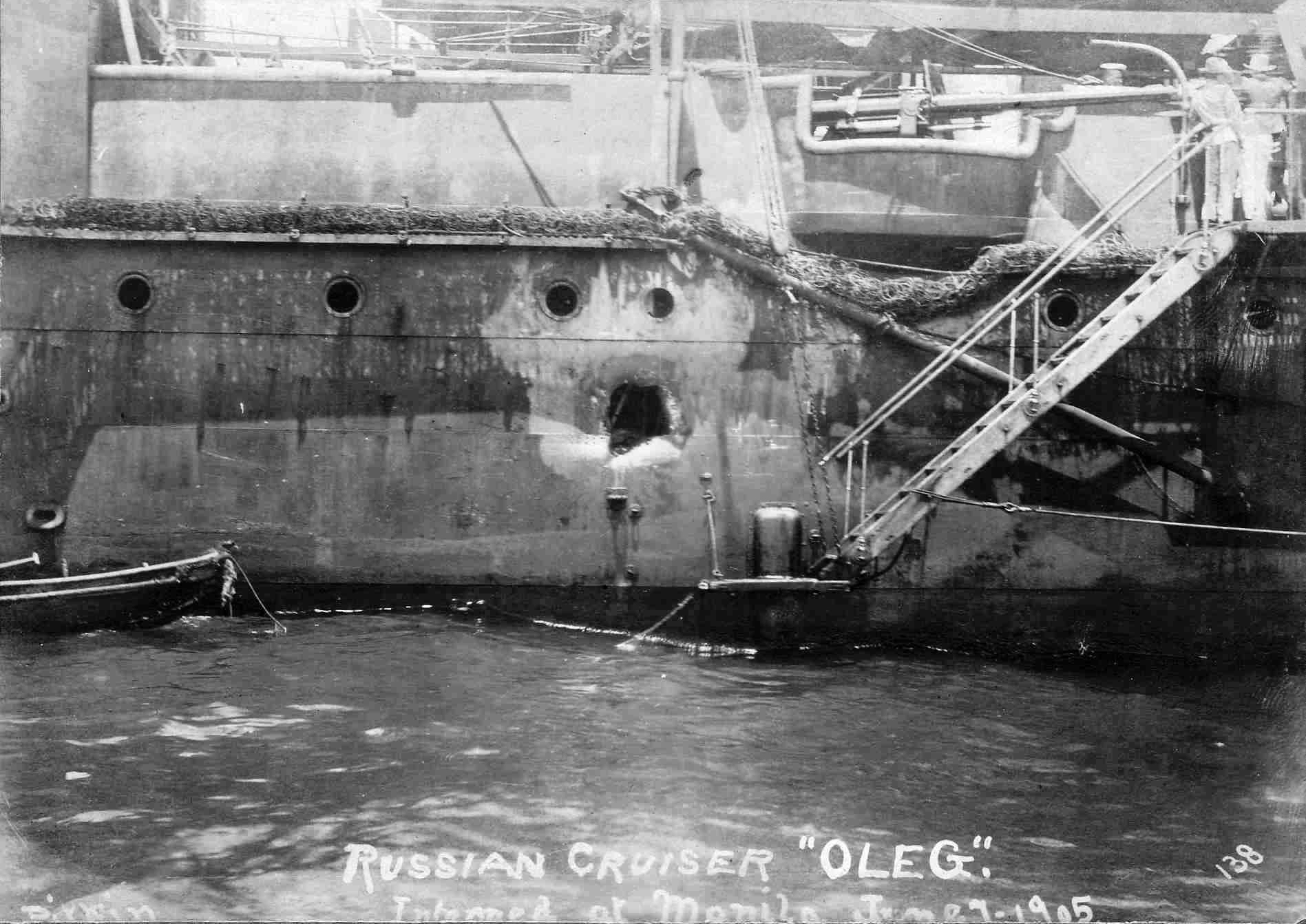
Крейсер I ранга «Олег» после Цусимского боя

### Русские потери
Русская эскадра потеряла убитыми и утонувшими 209 офицеров, 75 кондукторов, 4761 нижнего чина, всего 5045 человек. Ранены 172 офицера, 13 кондукторов и 178 нижних чинов. В плен взяты 7282 человека, включая двух адмиралов. На интернированных кораблях остались 2110 человек. Всего личного состава эскадры перед сражением было 16 170 человек, из них 870 прорвались во Владивосток. Есть и иные данные по потерям: погибло 166 офицеров, 5016 нижних чинов.
Потери по конкретным кораблям указаны в описании хода сражения. Из 38 участвовавших с русской стороны кораблей и судов затонули в результате боевого воздействия противника, затоплены или взорваны своими экипажами — 21 (7 броненосцев, 3 броненосных крейсера, 2 бронепалубных крейсера, 1 вспомогательный крейсер, 5 миноносцев, 3 транспорта), сдались в плен или были захвачены 7 (4 броненосца, 1 миноносец, 2 госпитальных судна), из них госпитальное судно «Кострома» было впоследствии отпущено. Интернированы в нейтральных портах до конца войны 6 кораблей (3 бронепалубных крейсера, 1 миноносец, 2 транспорта). Таким образом, для продолжения боевых действий могли быть использованы безбронный крейсер «Алмаз», миноносцы «Бравый» и «Грозный», большой транспорт «Анадырь».

### Японские потери
Данные о потерях незначительно различаются по материалам приложения к официальному донесению адмирала Того и по свидетельству «Хирургического и медицинского описания морской войны между Россией и Японией в 1904—1905 гг.», изданного Медицинским бюро Морского департамента в Токио в 1905 г. По донесению Того, всего на японской эскадре погибло 116 человек, ранено 538. По данным второго источника, 88 человек было убито на месте, 22 умерло на кораблях, 7 — в госпиталях. 50 инвалидов оказались негодными к дальнейшей службе и были уволены. 396 раненых выздоровело на своих кораблях и 136 — в госпиталях. Данные потерь по донесению Того по конкретным кораблям указаны в разделе «Японский Соединённый флот». Японский флот в результате огневого воздействия потерял только два маленьких миноносца — № 34, 35 и третий № 69 — в результате столкновения с другим японским миноносцем. Из кораблей, участвовавших в сражении, снаряды и осколки не попали в крейсера «Ицукусима», «Сума», авизо «Тацута» и «Яэяма». Из 21 эсминца и 24 миноносцев, подвергшихся огневому воздействию, в 13 эсминцев и 10 миноносцев попали снаряды или осколки, несколько получили повреждения из-за столкновений и навалов.

### Оценки огневого воздействия
Оценить процент попаданий обеих сторон невозможно, так как неизвестно количество выстрелов русских орудий и количество попавших в цель японских снарядов. Неизвестно, с какой скоростью выходила из строя артиллерия новейших русских кораблей. Поэтому же трудно судить и об усреднённой боевой скорострельности русских.
По данным английского наблюдателя на «Асахи» капитана Пэкинхема 14-15 мая японские корабли сделали 446 выстрелов из 12" орудий («Микаса» — 124, «Сикисима» — 74, «Фудзи» — 106, «Асахи» — 142), 50 — 10" и 103 — 8" снарядов выпустил «Касуга». Всего корабли 1-го боевого отряда израсходовали 5748 — 6" и 4046 — 76-мм снарядов. 2-й боевой отряд выпустил за два дня 915 — 8", 3716 — 6" и 3480 — 76-мм снарядов, причём последние выпускались с дистанций не более 21,5 каб. По данным В. Ю. Грибовского, за весь дневной бой 14 мая 1-й и 2-й отряды выпустили 11 159 снарядов крупного и среднего калибров. По данным английских наблюдателей, «Микаса» стрелял фугасными снарядами из правых 12" орудий и бронебойными — из левых. Всего по данным «Хирургического и медицинского описания…» в японские корабли попало около 117 снарядов калибром от 120-мм и выше и примерно столько же меньших калибров. Попадания во флагманский броненосец «Микаса» (по Пэкинхему): 10 — 12", 22 — 6" и 8 попаданий меньшим калибром; «Сикисиму»: 1 — 12", 1 — 10", 3 — 6", 4 — 75-мм и несколько неустановленного калибра; «Фудзи»: 2 — 12", 3 — 6", 2 — 75-мм и 5 неустановленного калибра; «Асахи»: 10 попаданий, из них 2 — 6"; «Касугу»: 1 — 12" и 1 неустановленного калибра; «Ниссин»: 6 — 12", 1 — 9", 2 — 6" и 4 малого калибра; во флагманский крейсер «Идзумо»: 5 — 12", 1 — 10", 3 — 6" и несколько неустановленного калибра; «Адзуму»: 7 — 12", 7 — 6", 4 — 75-мм; «Токиву»: 7-8 попаданий малокалиберными снарядами; «Якумо»: 1 — 12", 3-4 — 6", 2-3 — малых калибров; «Асаму»: 3 — 12", 2 — 9" и 7-9 — малого калибра; «Ивате»: 2 — 12", 3 — 8", 2 — 6", 1 — 120-мм, 5 — 75-мм и 4 неустановленного калибра.
Оценка выпущенных русскими кораблями 1-го, 2-го и 3-го отрядов в бою 14 мая снарядов крупного и среднего калибров встречается самая различная: около 5200 (М. В. Котов), 8195 (В. Ю. Грибовский) и др. Более или менее точны данные по единичным кораблям. Так, броненосец «Император Николай I» в ходе боя 14 мая израсходовал 94 (из 144) 12" снарядов, 273 (из 410) — 9", 1087 (из 1595) — 6"; «Орёл» — 192 (из 248) 12"; «Генерал-адмирал Апраксин»: ок. 130 — 10", ок. 460 — 120-мм; «Адмирал Сенявин»: ок. 170 — 10", ок. 390 — 120-мм; «Адмирал Ушаков» (за бой 14 мая): ок. 200 — 10", ок. 400 — 120-мм. Попадания в «Орёл»: 5 — 12", 2 — 10", 9 — 8", 39 — 6" попаданий и 21 попадание более мелким калибром; в «Николая I»: 1 — 12", 2 — 8", 2 — 6", 5 — неустановленного калибра; в «Апраксина»: 1 — 8" и 2 попадания снарядами малого калибра; в «Сенявина» — ни одного попадания, если не считать осколочных пробоин; в «Ушакова» (за бой 14 мая): 1 — 8" и 2 среднего калибра. Оценочные значения попадания в погибшие корабли: в «Князя Суворова» — 100 попаданий снарядами 12-6" калибра, «Императора Александра III» — 50, «Бородино» — 60, «Ослябю» — 40, «Наварин» — 12, «Нахимов» — 18; общее число — 360 (по В. Ю. Грибовскому).
Приблизительные данные по проценту попаданий — 3,2 % у японцев, 1,2...2,25 % у русских.
Все участники сражения были поражены разницей в повреждениях русских и японских кораблей: последствия от разрывов русских снарядов были невелики, около трети снарядов не разрывалось и оставляли только отверстия, равные своему диаметру. При разрыве японских снарядов образовывалась туча мелких осколков, часто задерживаемых даже матерчатыми препятствиями. При разрыве русских снарядов образовывались несколько крупных осколков, но их сила была очень слаба. Иначе говоря, отмечалось низкое бризантное действие русских снарядов.

### Суд над участниками
В июне-ноябре 1906 г. в Особом присутствии военно-морского суда Кронштадтского порта состоялись два процесса по делу о сдаче кораблей 2-й Тихоокеанской эскадры — миноносца «Бедовый» и кораблей отряда Небогатова. Разбирательство проходило в условиях политической цензуры, разбирались лишь дела о сдаче кораблей в плен, но не об ответственности за поражение в битве. На суде оба адмирала, Рожественский и Небогатов, держались достойно, за спины подчинённых не прятались, стремились взять единоличную ответственность на себя.
Вопреки общественному мнению, которое, в общем, было склонно считать сдачу «Бедового» намного более тяжёлым преступлением, чем сдачу броненосцев, итоговый приговор суда по делу сдачи «Бедового» был мягким. Флаг-офицер (начальник штаба эскадры) капитан 1 ранга К. К. Клапье-де-Колонг, флагманский штурман полковник В. И. Филипповский, флагманский минный офицер лейтенант Е. А. Леонтьев и командир миноносца капитан 2 ранга Н. В. Баранов признавались виновными в преступной сдаче и приговаривались к смертной казни через расстрел, но с ходатайством суда на имя императора о замене смертной казни на заточение в крепость на 10 лет или о ещё большим смягчении. По окончательному приговору, утверждённому Николаем II, указанных виновных приговорили к исключению со службы без лишения чинов. Смягчающими обстоятельствами признали подрыв физических и нравственных сил офицеров штаба эскадры из-за трудностей похода, нравственное потрясение гибелью многих кораблей эскадры, пребывание на погибающем «Суворове» и желание спасти жизнь адмирала. Вице-адмирал З. П. Рожественский был признан невиновным ввиду его неспособности осознавать происходящее из-за тяжёлого ранения.
По делу о сдаче «Императора Николая I», «Орла», «Генерала-адмирала Апраксина» и «Адмирала Сенявина», напротив, приговоры были строгими. Ещё до вынесения вердикта все подсудимые были разжалованы в чинах и уволены со службы. Н. И. Небогатов и три командира кораблей В. В. Смирнов, Н. Г. Лишин и С. П. Смирнов были приговорены к расстрелу, но ввиду смягчающих обстоятельств суд ходатайствовал перед государем императором о замене смертной казни на заключение в крепость сроком на 10 лет, что и было утверждено. Ещё 4 офицера штаба Небогатова были приговорены к 2—4 месяцам заключения в крепость, а исполняющий обязанности командира «Орла» капитан 2 ранга К. Л. Шведе был оправдан, так как его корабль не мог оказать сопротивления противнику. Впрочем, Небогатов и командиры кораблей были через несколько месяцев досрочно освобождены по решению императора.
Под действием лавины общественного негодования император Николай II был вынужден уволить от службы своего дядю, главного начальника флота и Морского ведомства генерал-адмирала великого князя Алексея Александровича, который нёс личную моральную ответственность за низкую боеготовность и невыгодное распределение флота к началу войны с Японией. Впрочем, увольнение это делалось по «собственному желанию», сопровождалось «искренней благодарностью» императора, сохранением всех чинов и званий. Был отставлен от должности также и управляющий Морским министерством вице-адмирал Ф. К. Авелан, занявший, впрочем, эту должность только в 1903 году и мало влиявший на действия флота во время войны.

### Политические последствия
Считается, что непосредственным следствием Цусимского сражения стало окончание Русско-японской войны с явным перевесом в пользу Японии.
Однако архивные документы говорят о том, что поражение при Цусиме не расценивалось рядом военачальников как доказательство невозможности выиграть войну.
24 мая 1905 года, то есть после Цусимы, Николай II собрал военное совещание. В Журнале совета зафиксирована следующая оценка ситуации.
Генерал-адъютант Дубасов:
«Наше движение на восток есть движение стихийное — к естественным границам; мы не можем здесь отступать, и противник наш должен быть опрокинут и отброшен. Для достижения этого надо посылать на театр действия самые лучшие войска. Что касается Владивостока, то его нетрудно взять с моря, и он более трёх месяцев, вероятно, не продержится; но несмотря на это, войну следует продолжать, так как мы, в конце концов, можем и должны возвратить обратно всё взятое противником. Финансовое положение Японии, конечно, хуже нашего: она делает последние усилия; наши же средства борьбы далеко не исчерпаны».
Генерал Рооп:
«Я не могу согласиться с тем, чтобы немедленно просить мира. Попытка предложить мирные условия есть уже сознание бессилия. Ответ будет слишком тягостный. Заключение мира было бы великим счастьем для России, он необходим, но нельзя его просить. Надо показать врагам нашу готовность продолжать войну, и когда японцы увидят это, условия мира будут легче».
Великий князь Владимир Александрович: «Не на посрамление, не на обиду или унижение могу я предлагать идти, а на попытку узнать, на каких условиях мы могли бы говорить о прекращении кровопролитной войны. Если они окажутся неприемлемыми, мы будем продолжать драться, а не продолжать начатую попытку».
Следствием поражения России в войне было её превращение из субъекта в объект международной политики великих держав, то есть её внешняя политика стала более зависимой. Потерян престиж военной мощи империи. Из страны, имевшей третий флот в мире, Россия, потерявшая почти все главные силы своего флота, превратилась во второстепенную морскую державу, наподобие Австро-Венгрии. Падение престижа России в глазах мировых держав привело к дестабилизации баланса сил в мире, что стало одной из многих причин Первой мировой войны. Во внутренней политике поражение в Цусимской битве и в войне привело к резкому нарастанию революционного движения, росту национального сепаратизма и дискредитации династии Романовых и вообще руководства страны, с одной стороны, а с другой — к громадным материальным потерям (не менее 500 млн рублей), следствием которых стали не менее громадные внешние займы, то есть рост финансовой зависимости России, что стало одним из существенных факторов для вступления России в Первую мировую войну и гибели Российской империи.
С другой стороны, для Японии и всех азиатских народов эта война стала первой крупной победой, первой в новые времена победой над европейской державой азиатской страны, которая во всей полноте использовала достижения научно-технической революции. Цусимская победа сделала Японию шестой по величине морской державой в мире, особенно после того, как её флот пополнился новейшими кораблями собственной постройки, а также поднятыми в гавани Порт-Артура или взятыми в плен русскими броненосцами и крейсерами. Победа оказала глубокое влияние на японскую культуру и национальное самосознание. Страна получила доступ к ресурсам Кореи и Китая, что значительно ускорило её превращение в развитую индустриальную державу. 
Вместе с тем, в умах части японского военного и политического руководства, она породила мысль, что с бо́льшим количеством более крупных и более мощных кораблей, похожие победы могут быть одержаны над всеми державами Тихоокеанского региона, над Великобританией, Соединёнными Штатами. В годы правления достаточно трезво политически настроенного императора Мэйдзи Япония по праву пожинала плоды храбрости своих матросов и мудрости своих командующих, но она уже медленно становилась на тот путь, который привёл её к победам и поражениям Второй мировой войны.

## Память
Ещё до сражения, по инициативе капитана 1 ранга Игнациуса (командира погибшего броненосца «Князь Суворов») было решено построить храм на Адмиралтейском канале в Санкт-Петербурге в память русских моряков — Храм Спаса на Водах, в котором на стенах поимённо были названы погибшие русские моряки за всё время существования российского флота. Поскольку храм был закончен после Цусимского сражения, здесь же были упомянуты и все в нём погибшие.
В советское время храм был уничтожен, как мешавший расширению Адмиралтейского завода. Сейчас на месте разрушенного храма стоит часовня в память о храме и его содержании.
- Свято-Николаевская братская церковь в Бресте. Пятикупольный храм символизирует пятимачтовый корабль и отличается изысканной объёмно-пространственной композицией. Храм строился на пожертвования православных Болгарии, Сербии, Бреста. Узнав о том, что на западных рубежах Российской империи возводится храм в честь Святого Николая — покровителя русского военно-морского флота, моряки Тихоокеанского флота — уроженцы Брестчины и участники русско-японской войны 1904—1905 годов — также пожертвовали средства на её строительство. Вскоре о благородном поступке моряков узнал император Николай Второй, лично распорядившийся, чтобы казна выделила недостающую сумму на строительство этого храма. В настоящее время в храме есть таблички с фамилиями погибших моряков, уроженцев Брестчины, участников Цусимского сражения.
- Памятный знак в Бресте, посвящённый российским офицерам и матросам, погибшим в Цусимском сражении.
- «Цусимский обелиск» в Никольском саду у Никольского Морского собора в Санкт-Петербурге.
- Графиня Е. Л. Игнатьева, вдова дипломата, генерала от инфантерии Н. П. Игнатьева, 15 мая 1914 г. установила в Круподеринцах в память погибшего сына камень-памятник, на котором была сделана надпись: «Поставлен в 1914 году в молитвенную память Владимира Игнатьева, капитана 2-го ранга Алексея Зурова и всех наших славных моряков с честью погибших в Цусимском бою 14—15 мая 1905 года»[14].
- В Таллине (Эстония) в храме Александра Невского справа от главного входа висят на стене две больших доски с именами моряков, погибших в Цусимском сражении.
- В Петровском парке Кронштадта установлен памятный знак российским морякам-героям сражения.
- Во Владивостоке рядом с 30-м причалом в 2021 году установлен памятный знак в честь моряков, погибших в Цусимском сражении[15].

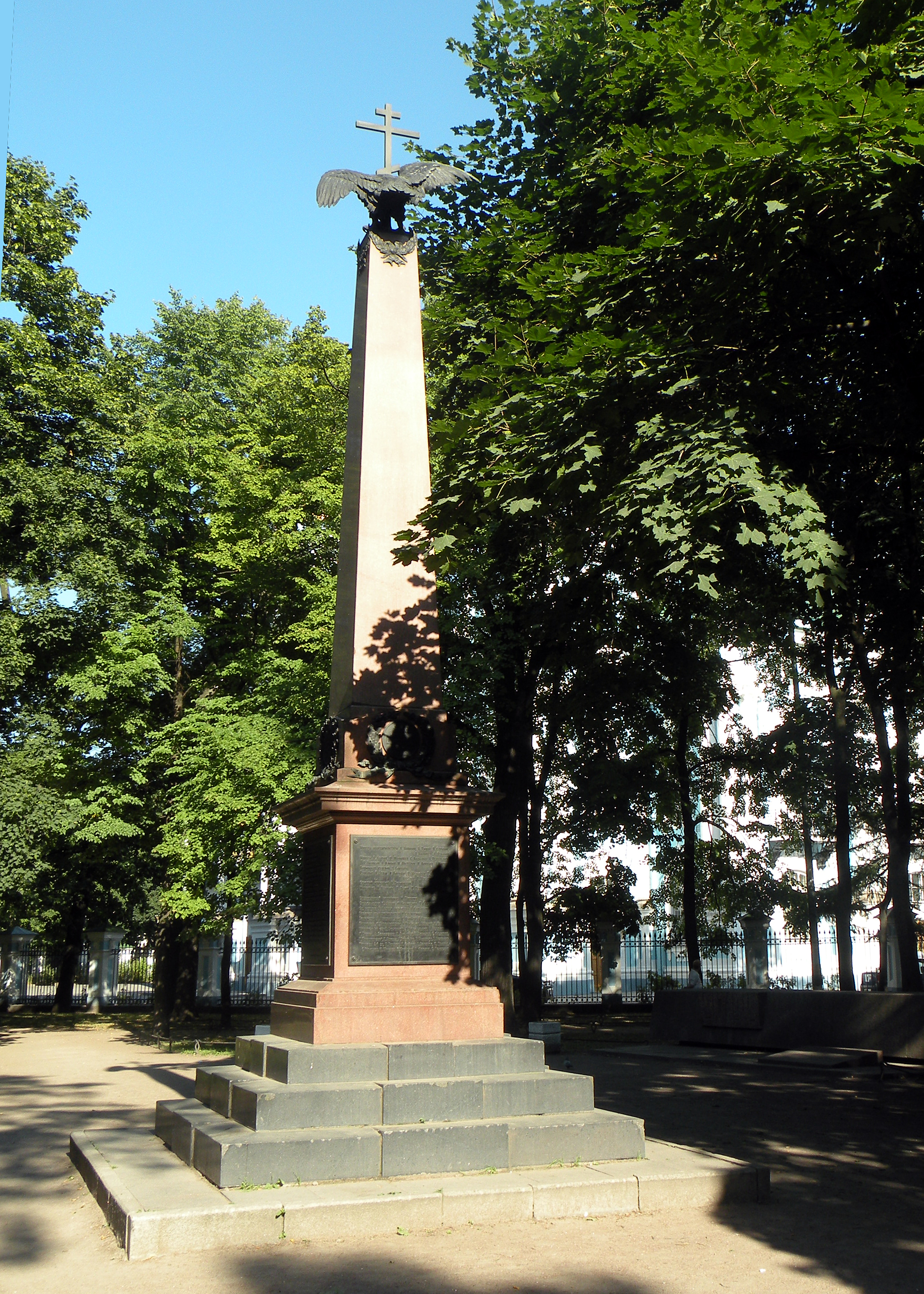
Памятник гвардейскому экипажу броненосца Александр III
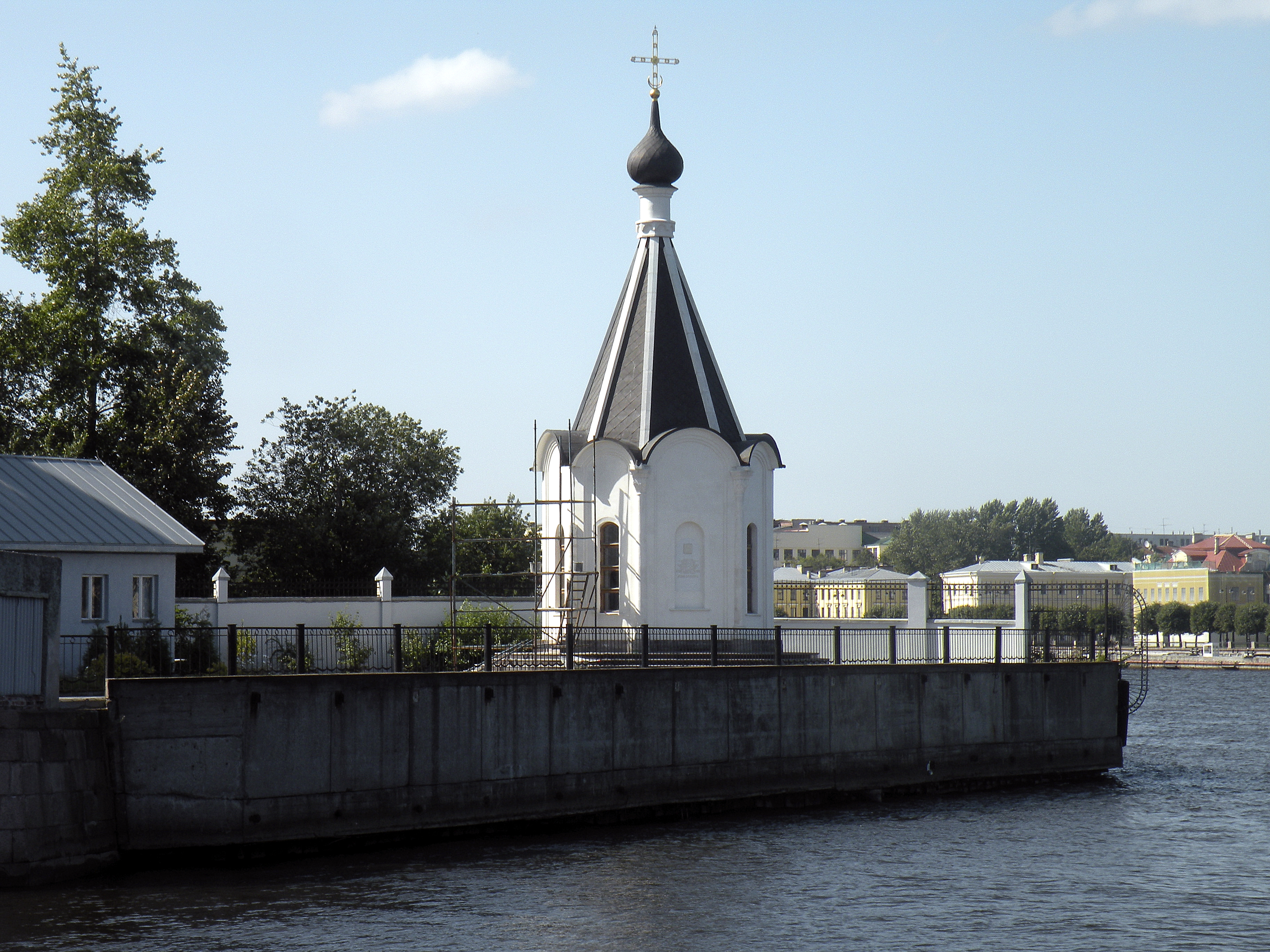
Часовня св. Николая Чудотворца Спасения на водах
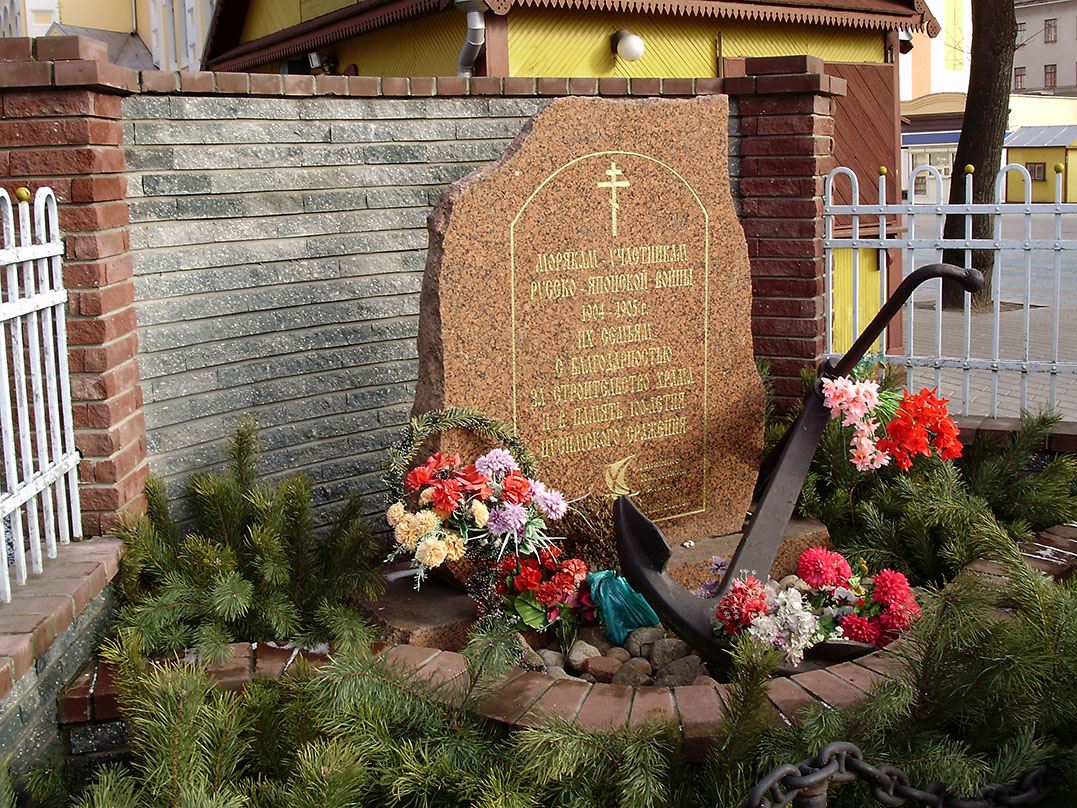
Памятный знак посвящён морякам и офицерам Российского флота, погибшим в Цусимском сражении в 1905 г., установлен у ограды церкви св. Николая в 2005 году в Бресте

## В искусстве
- Книга «От Либавы до Цусимы: письма к жене флагманского корабельного инженера 2-й Тихоокеанской эскадры Евгения Сигизмундовича Политовского»[16]. Издана в Санкт-Петербурге в 1906 году Софьей Политовской, вдовой офицера, участника Цусимского сражения. Выдержала пять изданий на русском, английском и немецком языках, в том числе — Лондоне и Нью-Йорке в 1906 году.
- Историческая эпопея «Цусима» в двух томах на документальной основе под авторством участника битвы А. Новикова-Прибоя.
- Исторический роман «Три возраста Окини-Сан» советского писателя Валентина Пикуля
- Трилогия участника битвы, капитана II ранга Владимира Ивановича Семёнова «Трагедия Цусимы» по собственным дневникам: «Расплата», «Бой при Цусиме», «Цена крови» (1906—1909).
- Описывается как фон в романе Клода Фаррера «Душа Востока» (фр. La Bataille (1909))
- Роман Александра Лысёва «Поворот все вдруг. Укрощение Цусимы» в жанре альтернативной истории. Москва, 2012. ISBN 978-5-699-59612-6
- Исторический роман Сибы Рётаро «Облака над холмами» / Saka no ue no kumo, 2009—2011
- Художественный фильм «Битва в Японском море» / Nihonkai daikaisen / The Battle of the Japan Sea — реж. Сейдзи Маруяма (Япония, 1969).
- Художественный фильм «Цусимская битва» / Ikiteiru nihonkai-kaisen / The Battle of Tsushima — реж. Нагиса Осима (Япония, 1975).
- Сериал «Тучи над холмами» / Saka no ue no kumo — реж. Микио Сато, Таку Като, Сакаэ Окадзаке (Япония, 2009—2011)

- Песня «Цусима» рок-группы «Харизма», вышедшая в альбоме «Делай рок!» в 2021 году
- Песня «Доплыви» рок-группы «Чёрный Лукич», согласно интервью с лидером группы Вадимом Кузьминым, данном им православному информационному центру «ВАИЯ»[17], посвящена Цусимскому сражению.
- Песня российского исполнителя Radio Tapok «Цусима» (2021)[18]
- Стихотворение Константина Бальмонта «Наш царь»  начинается со строк «Наш царь— Мукден, наш Царь — Цусима»